# Lijst van Nederlandse verzetsbladen uit de Tweede Wereldoorlog
Deze lijst biedt een overzicht van (artikelen over) verzetsbladen die tijdens de Tweede Wereldoorlog in Nederland zijn uitgegeven.
Zie ook genealogisch onderzoeksproject: Verzetskranten 1945 ‧ De Bevrijding. Een overzicht van verzetskranten edities waarin beschrijvingen staan over het ontstaan, het gedachtegoed, de uitvoering ervan en de mensen die daar aan hebben bijgedragen. De namen die in deze uitgaves worden genoemd en niet in het boek van Lydia Winkel voorkomen zijn ondergebracht in het project genealogisch onderzoeksproject: De Illegale Pers 40-45.
- De krantentitels in onderstaand overzicht zijn (grotendeels) afkomstig uit het boek De Winkel (full-text op Commons, PDF)
- De titels zijn op alfabet gegroepeerd, van A t/m Z, met helemaal onderaan nog een extra lijst van verzetsbladen die geen titel hebben.
- Het hele overzicht is standaard oplopend op Winkel-nummer gesorteerd, van 1 t/m 1176 (kolom 3). Daar zitten nummers tussen met een suffix, zoals 99A of 812B.
- Er zijn ook pm. 70 bladen die niet in De Winkel worden beschreven, die hebben dus ook geen Winkel-nummer. Dit wordt aangegeven in kolom 4 (Opmerkingen)

### A
| Titel                                                                       | Plaats van uitgave  | Nr in De Winkel (full-text) | Opmerkingen                                                                 |
| --------------------------------------------------------------------------- | ------------------- | --------------------------- | --------------------------------------------------------------------------- |
| Het Aambeeld: het katholiek weekorgaan                                      | Leeuwarden          | 1                           |                                                                             |
| Aan den dijk                                                                | Schagen             | 2                           |                                                                             |
| Aan het Nederlandsche volk                                                  | Eindhoven           | 3                           |                                                                             |
| De Aanval                                                                   | Leersum             |                             | Niet in De Winkel beschreven                                                |
| De Accu: Nederlandse berichten van de B(etrouwbare).B(erichten).C(entrale). | Amsterdam           | 4                           | -                                                                           |
| Accu-vonken: uitgave van De Accu - Artikelen van algemeen belang            | Amsterdam           | 5                           | -                                                                           |
| Achtergrond (verzetsblad, Hilversum)                                        | Hilversum           | 6                           | -                                                                           |
| Actualiteiten                                                               | Utrecht             | 7                           | -                                                                           |
| Ad interim: tĳdschrift voor letterkunde                                     | Utrecht             | 8                           | -                                                                           |
| De Aetherbode                                                               | Den Burg            | 9                           | -                                                                           |
| Aetherflitsen                                                               | Amsterdam           | 10                          | -                                                                           |
| Aethernieuws                                                                | Voorburg            | 11                          | -                                                                           |
| Aether nieuws                                                               | Haarlem             | 12                          | -                                                                           |
| De aetherpost                                                               | Utrecht-Zuilen      | 13                          | -                                                                           |
| Afgeluisterd (verzetsblad, Putte)                                           | Putte               | 14                          | -                                                                           |
| A.G.D. (Anti Geruchten Dienst)                                              | Amsterdam           | 14A                         | -                                                                           |
| Alarm (verzetskrant, Peize)                                                 | Peize               | -                           | Niet in De Winkel beschreven                                                |
| Algemene documentatie                                                       | -                   | -                           | Niet in De Winkel beschreven                                                |
| Allerlei                                                                    | Utrecht             | 15                          | Beschrijving is toegevoegd aan en gecombineerd met 't Stekeltje ( nr. 763)  |
| Alles sal reg kom! (verzetsblad, Amsterdam-Noord)                           | Amsterdam Noord     | 16                          | -                                                                           |
| Alles sal reg kom (verzetsblad, Deviezeninstituut, Amsterdam)               | Amsterdam           | 17                          | -                                                                           |
| Alles sal reg kom, Hier is Londen                                           | Amsterdam           | 18                          | Gecombineerd met 'Hier is Londen' (nr. 231)                                 |
| Alles sal reg kom! (verzetsblad, Bloemendaal)                               | Bloemendaal         | 19                          | Plaats van uitgave aangepast: was niet Haarlem, maar Bloemendaal.           |
| De Amsterdammer                                                             | Amsterdam           | 20                          | -                                                                           |
| De Amsterdammer; voortzetting van 'Op wacht in Amsterdam'                   | Amsterdam           | 21                          | Zie De nieuwe Amsterdammer; voortzetting van Op wacht in Amsterdam, nr. 468 |
| Amsterdam's geuzenblad                                                      | Amsterdam           | 21A                         | -                                                                           |
| Anoniem (verzetsblad, Haarlem)                                              | Haarlem             | 22                          | -                                                                           |
| Antenna (verzetsblad)                                                       |                     | 22A                         | -                                                                           |
| Anti-leugenpillen                                                           | Zoetermeer          | 23                          | -                                                                           |
| Anti-sensatie                                                               |                     |                             | Niet in De Winkel beschreven                                                |
| Apeldoornsche courant                                                       | Apeldoorn           | 24                          | -                                                                           |
| Appèl!; ik sla de trom en dreun de droomers wakker (verzetskrant)           |                     | 24A                         | -                                                                           |
| Arbeiders-eenheid (verzetsblad)                                             | Amsterdam           | 25                          | -                                                                           |
| Avondeditie                                                                 |                     |                             | Niet in De Winkel beschreven                                                |
| Het avondnieuws                                                             | Laren Noord-Holland | 26                          | -                                                                           |
| Avondpost; orgaan van de V.G.                                               | Rotterdam-kralingen | 27                          | -                                                                           |

### B
| Titel | Plaats van uitgave           | Nr in De Winkel (full-text) | Opmerkingen |
| --- | ---------------------------- | --------------------------- | --- |
| De baanbreker; sociaal-democratisch orgaan (Amsterdamse editie)                                                     | Amsterdam                    | 28                          | - |
| De baanbreker: sociaal-democratisch orgaan; editie voor Amsterdam en Den Haag                                       | Amsterdam, Den Haag          | 28A                         | - |
| De baanbreker: sociaal-democratisch orgaan (Editie voor Zuid-Holland)                                               | Den Haag                     | 29                          | - |
| De baanbreker | Rotterdam                    | 30                          | - |
| De baanbreker: sociaal-democratisch orgaan                                                                          | Utrecht                      | 31                          | - |
| De baanbreker; sociaal-democratisch orgaan                                                                          | Utrecht                      | 32                          | - |
| De baanbreker |                              | 32A                         | - |
| De baanbreker | Zeist                        | 33                          | - |
| De baanbreker: sociaal-democratische uitgave                                                                        |                              | 33A                         | - |
| De baenfager | Sneek                        | 34                          | - |
| Het baken; onafhankelijk orgaan voor principieele voorlichting                                                      | Amersfoort                   | 35                          | - |
| Het baken | Katwijk                      | 36                          | - |
| Het baken | Leeuwarden                   | 37                          | - |
| De bazuinstoot | Nieuwheten                   | 38                          | - |
| B.B.C. | Bussum                       | 39                          | - |
| B.B.C.-bulletin |                              | 40                          | - |
| B.B.C.-nieuws | Kootwijk                     | 41                          | - |
| B.B.C.-nieuws; uitgave van bet bijkantoor der British Broadcasting Corporation                                      | Sneek-Workum                 | 42                          | - |
| B.B.C.-nieuws | Haarlem                      | 43                          | - |
| BBC-Nine O'Clock News                                                                                               | Utrecht-Jutphaas             | 44                          | - |
| B.C. nieuws | Santpoort                    | 45                          | - |
| De bedrijfsgemeenschap                                                                                              | Enschede                     | 46                          | Zie Arbeiders-eenheid; orgaan voor de kernen in de bedrijven (nr. 25)                                                                      |
| De bedrijfsraad; uitgave van Arbeiders-eenheid                                                                      | Amsterdam                    | 47                          | Zie Arbeiders-eenheid; orgaan voor de kernen in de bedrijven (nr. 25)                                                                      |
| De bedrijfsraad; orgaan voor en van bedrijfsorganisatie. Uitgave voor de verwezenlijking der economische democratie | Amsterdam                    | 48                          | Zie - Arbeiders-eenheid; orgaan voor de kernen in de bedrijven (nr. 25) - De vonk; 'uit de vonk zal de vlam oplaaien' (Poesjkin) (nr. 937) |
| De bedrijfsraad; uitgave van Arbeiders-eenheid                                                                      | Rotterdam                    | 49                          | Zie Arbeiders-eenheid; orgaan voor de kernen in de bedrijven (nr. 25)                                                                      |
| Beknopt nieuwsoverzicht                                                                                             | Hardegarijp                  | 49A                         | - |
| Het belangrijkste nieuws                                                                                            | Rijswijk (z-h)               | 50                          | - |
| De bepiegde heeuw                                                                                                   | Amsterdam                    | 50A                         | - |
| Bericht nr. 1 (2, enz.)                                                                                             | Leiden                       | 51                          | - |
| Berichte des Soldatensenders West                                                                                   | Laren (n-h)                  | 52                          | - |
| Berichten uit Denemarken; Aldrig mere Krig                                                                          | Rijswijk                     | 53                          | - |
| Berichten van de GPD (Geallieerde Persdienst)                                                                       | Tilburg                      | 54                          | - |
| Berichten van 5 october 1944                                                                                        | Diemen                       | 55                          | - |
| Berichtenblad |                              |                             | Niet in De Winkel beschreven |
| Berichtenblad "De Laatste Ronde"                                                                                    |                              |                             | Niet in De Winkel beschreven |
| Berichtenblad Je Maintiendrai                                                                                       | Amsterdam                    | 56                          | - |
| Berichtenblad van Je maintiendrai en Christofoor                                                                    |                              | 57                          | Zie Je maintiendrai en Christofoor; berichtenblad (nr. 274)                                                                                |
| Berichtenblad voor de vakbeweging                                                                                   | Rotterdam                    | 58                          | - |
| Berichtendienst B.B.C.                                                                                              |                              | 59                          | - |
| Berichtendienst van de B.B.C.                                                                                       | Heemstede                    | 60                          | - |
| Berichtendienst 1940 (1941)                                                                                         | Amsterdam                    | 61                          | - |
| Berichtendienst De Postduif                                                                                         | Zwanenburg                   | 62                          | - |
| Berichten voorziening oorlogstijd                                                                                   | Heythuysen                   | 63                          | - |
| Berichten voorziening oorlogstijd                                                                                   | Roermond                     | 64                          | - |
| De berichtgever | Ommen                        | 65                          | - |
| Beta-nieuws | Amsterdam                    | 66                          | - |
| Beter te voorkomen, dan te genezen                                                                                  |                              |                             | Niet in De Winkel beschreven |
| De bevrijding: geautoriseerde uitgave                                                                               | Den Haag                     | 67                          | - |
| De bevrijding; dagblad ter verspreiding van het nieuws onder auspiciën der V.I.V.                                   | Haarlem                      | 68                          | - |
| De bevrijding; weekblad uitgegeven door de Indonesische Vereniging Perhimpoenan Indonesia                           | Leiden                       | 69                          | - |
| De bevrijding | Rotterdam                    | 70                          | - |
| De bezem: de waarheid, de leugen                                                                                    | Utrecht                      |                             | Niet in De Winkel beschreven |
| De bierkaai: Fides et Amicitia                                                                                      |                              | 71                          | - |
| De blaozepiepe | Eibergen                     | 72                          | - |
| Bliksemflits |                              | 73                          | - |
| Het Bloemendaalse weekblad: uitgave van Herrijzend Bloemendaal                                                      | Bloemendaal                  | 74                          | - |
| De bosgeus; 'en tout fidelles au roy jusques à la besace'                                                           | Groningen                    | 75                          | - |
| !Brabander! | Den Bosch                    | 76                          | - |
| De Brabanter: edele Brabant were di                                                                                 | Den Bosch                    | 77                          | - |
| Brabantsche studentenbrieven                                                                                        | Tilburg                      | 78                          | - |
| De Brandaris | Amsterdam                    | 79                          | - |
| De Brandarisbrief                                                                                                   | Amsterdam                    | 80                          | - |
| Branding; orgaan voor Jong-Nederland                                                                                | Den Haag                     | 81                          | - |
| Brief uit de woestijn                                                                                               | Leeuwarden-St. Anna Parochie | 82                          | - |
| Brieven aan een jeugdvriend                                                                                         | Amsterdam                    | 84                          | - |
| Brieven aan sociaal-democraten                                                                                      | Den Haag                     | 85                          | - |
| Brieven ter bevordering van de internationale klasse-eenheid / uitgave van het Marx-Lenin-Luxemburg-Front           | Amsterdam                    | 86                          | - |
| Brieven van strijd                                                                                                  |                              | 87                          | - |
| British-news | Gouda                        | 88                          | - |
| Buitenlandsch overzicht van Het Parool                                                                              | Amsterdam                    | 90                          | - |
| Buitenlandsch overzicht van Het Parool                                                                              | Bussum                       | 91                          | - |
| Bulletin | Amsterdam                    | 92                          | - |
| Bulletin | Den Haag                     | 93                          | - |
| Het bulletin | Haarlem                      | 94                          | - |
| Bulletin | Leiden                       | 95                          | - |
| Bulletin | Maartensdijk                 | 96                          | - |
| Bulletin | Rotterdam                    | 97                          | - |
| Bulletin | Rijswijk (z-h)               | 99                          | - |
| Bulletin | Schiedam                     | 99A                         | - |
| Bulletin | Utrecht                      | 100                         | - |
| Het bulletin | Winterswijk                  | 101                         | - |
| Bulletin no. 1 | Leiden                       | 102                         | - |
| Bulletin ter verdediging der universiteiten                                                                         | Amsterdam                    | 103                         | - |
| Bulletin [van de] Raad van Verzet in het Koninkrijk der Nederlanden                                                 | Amsterdam-Baarn-Amersfoort   | 104                         | - |
| Bulletin van het M.L.L.-Front; door klassestrijd en internationalisme naar het socialisme                           | Amsterdam                    | 105                         | - |

### C
| Titel                                                                           | Plaats van uitgave           | Nr in De Winkel (full-text) | Opmerkingen |
| ------------------------------------------------------------------------------- | ---------------------------- | --------------------------- | ----------- |
| Cereales vadenses                                                               | Wageningen                   | 106                         | -           |
| Christofoor: berichtenblad                                                      | Amsterdam                    | 107                         | -           |
| Christofoor: voor God en vaderland; uitgave voor Amsterdam, Haarlem en omgeving | Amsterdam                    | 108                         | -           |
| Christofoor; voor God en Vaderland                                              | IJsselstein                  | 109                         | -           |
| Christofoor: voor God en vaderland                                              |                              | 110                         | -           |
| Christofoor: voor God en vaderland                                              | Deventer                     | 111                         | -           |
| Christofoor en Je maintiendrai; berichtenblad                                   | Utrecht                      | 112                         | -           |
| Circulaire van het Comité 'In Verdrukking Eén'                                  | Amsterdam                    | 113                         | -           |
| Cocktail                                                                        |                              | 113A                        | -           |
| Comité eenheid 'Één voor allen, allen één'                                      | Barneveld                    | 114                         | -           |
| Comité voor vrij Nederland                                                      |                              | 115                         | -           |
| Communiqué                                                                      |                              | 115A                        | -           |
| Communiqué                                                                      | Amersfoort                   | 116                         | -           |
| Communiqué van de dag                                                           | Harderwijk                   | 116A                        | -           |
| De communist                                                                    | Rotterdam                    | 117                         | -           |
| Het compas                                                                      | Bussum                       | 118                         | -           |
| Contact                                                                         | Amsterdam                    | 119                         | -           |
| Contact; uit de botsingen der meningen ontstaat de waarheid                     | Hilversum                    | 120                         | -           |
| Contact                                                                         | Leeuwarden-St. Anna Parochie | 121                         | -           |
| Contact                                                                         | Schermerhorn                 | 122                         | -           |
| Contact                                                                         | Den Haag                     | 123                         | -           |
| Het contra signaal; sol iustitiae, illustra nos!                                | Den Haag                     | 124                         | -           |
| Courage                                                                         | Loosdrecht                   | 124A                        | -           |

### D
| Titel                                                        | Plaats van uitgave     | Nr in De Winkel (full-text) | Opmerkingen                  |
| ------------------------------------------------------------ | ---------------------- | --------------------------- | ---------------------------- |
| Het dagblad; "vincit amor patriae"                           | Den Haag-Voorburg      | 125                         | -                            |
| Het dagblad; Nederland zal herrijzen                         | Zwijndrecht            | 126                         | -                            |
| Het dagelijks nieuws                                         | Leiden                 | 127                         | -                            |
| Dagelijks nieuwsbulletin de Notedop                          |                        | 128                         | -                            |
| Dagelijks verschijnend berichtenblad                         | Rotterdam              | 129                         | -                            |
| 'Dagelijksche berichten'                                     | Amsterdam              | 130                         | -                            |
| De dageraad; geallieerd ochtendblad                          | Amsterdam              | 131                         | -                            |
| De dageraad; geallieerd ochtendblad, zondagsuitgave          | Amsterdam              | 132                         | -                            |
| De dageraad; geallieerd ochtendblad                          | Haaren                 | 133                         | -                            |
| Daily world news                                             | Arnhem                 | 134                         | -                            |
| De daverende dingen dezer dagen                              |                        |                             | Niet in De Winkel beschreven |
| D.B.D.                                                       | Heel                   | 135                         | -                            |
| Der dumme Hollander                                          |                        |                             | Niet in De Winkel beschreven |
| Deutsche Soldatenzeitung fuer die Niederlande                | Haarlem                | 136                         | -                            |
| Dispereert niet!                                             | Rotterdam              | 137                         | -                            |
| Dispereert-niet!                                             |                        | 138                         | -                            |
| Dixi's weekuitgave                                           | Dedemsvaart            | 139                         | -                            |
| D.N.B.                                                       | Haarlem                | 140                         | -                            |
| De domme Hollander                                           |                        | 140A                        | -                            |
| Door moedig volharden zullen wij slagen; Nederland komt vrij |                        | 140B                        | -                            |
| 'Doorgeven'                                                  | Zuidbroek (gr.)        | 141                         | -                            |
| De Dordtsche koerier                                         | Dordrecht              | 142                         | -                            |
| Het 3-voudig snoer; God Nederland Oranje                     | Klundert               | 143                         | -                            |
| De duikbode; vrije wereld nieuws                             | Amsterdam              | 144                         | -                            |
| De duikelaar; weekblad voor onderduikers                     | Nieuwlande             | 145                         | -                            |
| Duikelaartje                                                 | Zwolle-Heerde          | 146                         | -                            |
| De duikhoek; blad voor den Noordoostpolder                   | Lemmer, Vollenhove (o) | 147                         | -                            |
| De duinstreek                                                | Bergen (n-h)           | 148                         | -                            |
| The Dutch Times; nieuwsuitgave van "Vrij Nederland"          | Heemstede              | 149                         | -                            |

### E
| Titel | Plaats van uitgave        | Nr in De Winkel (full-text) | Opmerkingen                  |
| --- | ------------------------- | --------------------------- | ---------------------------- |
| Economisch nieuws                                                                                                 | Utrecht                   | 150                         | -                            |
| Eén uur bulletin; dagelijksche nieuwseditie van het Zondagsblad                                                   | Amsterdam                 | 151                         | -                            |
| De eendracht | Amsterdam                 | 152                         | -                            |
| De Eendracht: in samenwerking met Christofoor                                                                     | Leeuwarden                |                             | Niet in De Winkel beschreven |
| De eendracht; Concordia res parvae crescunt                                                                       | Ede-Lunteren-Scherpenzeel | 153                         | -                            |
| Eendracht maakt macht                                                                                             | Sint pancras              | 154                         | -                            |
| Eendracht maakt macht                                                                                             |                           | 155                         | -                            |
| Eendracht maeckt maght                                                                                            |                           | 156                         | -                            |
| Eenheid in de socialistische beweging                                                                             | Amsterdam                 | 157                         | -                            |
| De eenpitter | 's-gravendeel             | 158                         | -                            |
| d'Egel |                           | 159                         | -                            |
| De eindspurt | Amsterdam                 | 160                         | -                            |
| De eindstrijd | Leeuwarden                | 161                         | -                            |
| Elf uur | Voorburg                  | 162                         | -                            |
| Elva | Haarlem                   | 163                         | -                            |
| En passant: tijdelijk verschijnend tijdsverschijnsel met literair karakter / onder red. van Willem Karel van Loon | Den Haag                  | 164                         | -                            |
| Ende desespereert niet                                                                                            |                           | 165                         | -                            |
| Ende dispereert niet: weekblad voor en door Hollands jongeren                                                     | Haarlem                   | 166                         | -                            |
| Ende dispereert niet                                                                                              | Wateringen                | 167                         | -                            |
| De Engelse zender; nevenuitgave van de Kroniek van de week                                                        | Nijmegen                  | 168                         | -                            |
| E.N.R.O. nieuws                                                                                                   | Amsterdam                 | 169                         | -                            |
| Etappe der ineenstorting                                                                                          | Amsterdam                 | 170                         | -                            |
| Europeesche geschriften                                                                                           | Den Haag                  | 171                         | -                            |

### F
| Titel                                                                                            | Plaats van uitgave      | Nr in De Winkel (full-text) | Opmerkingen                  |
| ------------------------------------------------------------------------------------------------ | ----------------------- | --------------------------- | ---------------------------- |
| De fakkel                                                                                        | Den Haag                | 172                         | -                            |
| Feiten                                                                                           | Den Haag                | 173                         | -                            |
| Filmbulletin; uitgave voor filmvrienden in Nederland                                             | Amsterdam               | 174                         | -                            |
| 'Flitsen'                                                                                        | Amsterdam               | 175                         | -                            |
| De flitspuit                                                                                     | Gouda                   | 176                         | -                            |
| Flitspuitje                                                                                      |                         | 177                         | -                            |
| 'De fluistervink'                                                                                | Haarlem                 | 178                         | -                            |
| Freie Presse; deutsche Ausgabe für die Wehrmacht                                                 | Leiden                  | 179                         | -                            |
| Das freie Wort; nur der darf von Freiheit sprechen, der den Mut hat gegen ihre Feinde zu kämpfen | Kampen                  | 180                         | -                            |
| Friesche courant                                                                                 | Leeuwarden              | 181                         | -                            |
| Het front                                                                                        | Haarlem                 | 181A                        | -                            |
| Front- en wereldnieuws                                                                           | Alkmaar                 | 182                         | -                            |
| Frontberichten                                                                                   | Beverwijk               | 183                         | -                            |
| Front-flitsen                                                                                    | De steeg                | 183A                        | -                            |
| Frontnieuws                                                                                      | Scherpenzeel            | 185                         | -                            |
| Frontnieuws                                                                                      | Sneek-Balk              | 186                         | -                            |
| Frontnieuws                                                                                      | Veenendaal-Scherpenzeel | 187                         | -                            |
| Frontzorg                                                                                        |                         |                             | Niet in De Winkel beschreven |
| Frysk en frij                                                                                    | Utrecht-Bolsward        | 188                         | -                            |
| Fryslân oerein / verzorgd door de gezamenlijke illegale pers                                     | Leeuwarden              | 189                         | -                            |
| Fryslân oranje                                                                                   | Leeuwarden              | 190                         | -                            |

### G
| Titel                                                                                        | Plaats van uitgave  | Nr in De Winkel (full-text) | Opmerkingen                  |
| -------------------------------------------------------------------------------------------- | ------------------- | --------------------------- | ---------------------------- |
| Het gastmaal; orgaan voor ondergedoken en gedeporteerde studenten                            | Tilburg-Utrecht     | 191                         | -                            |
| De gazette                                                                                   | Hoorn               | 192                         | -                            |
| 'Geallieerd nieuws'                                                                          | Amersfoort          | 193                         | -                            |
| Geallieerde Persdienst                                                                       | Tilburg             | 194                         | -                            |
| Gedachten                                                                                    |                     |                             | Niet in De Winkel beschreven |
| Geestelijke vruchten eener satanische overweldiging                                          | Den Haag            | 195                         | -                            |
| Geïllustreerd Vrij Nederland                                                                 | IJsselmonde-Utrecht | 196                         | -                            |
| Het gele blaadje                                                                             | Amsterdam           | 197                         | -                            |
| Gesprekken met Nederlanders                                                                  |                     | 197A                        | -                            |
| Het getij; veertiendaags orgaan der socialistische jeugdbeweging                             | Rotterdam           | 198                         | -                            |
| De Geus onder studenten                                                                      | Den Haag            | 199                         | -                            |
| De Geus                                                                                      | Harlingen           | 200                         | -                            |
| De geus van 1940                                                                             | Haarlem-Vlaardingen | 201                         | -                            |
| Geuzenactie                                                                                  | Haarlem             | 202                         | -                            |
| De Geuzenpost; nieuwsblad voor Haarlem en omstreken; onder auspiciën der V.I.V.              | Haarlem             | 203                         | -                            |
| De gids                                                                                      | Delft               | 204                         | -                            |
| De gids; orgaan der metaalindustrie                                                          | Amsterdam           | 205                         | -                            |
| De gil                                                                                       | Den Haag-Amsterdam  | 206                         | -                            |
| De glimworm                                                                                  | Zwaag               | 207                         | -                            |
| Glueck auf!; orgaan voor vrijheidsstrijders in Zuid-Limburg                                  |                     | 208                         | -                            |
| God-Nederland-Oranje                                                                         | Den Haag            | 209                         | -                            |
| God zal het doen gelukken                                                                    | Kampen              | 210                         | -                            |
| De goede bron; nieuwsblad voor Amstelland en de Vechtstreek                                  | Muiden              | 211                         | -                            |
| De goede Goy; daagelijkse thijdinghe met berigten van alle krijgsbedrijfhen                  | Hilversum           | 212                         | -                            |
| Goeden morgen hier is Londen                                                                 | Amersfoort          | 213                         | -                            |
| Goeden morgen hier is de Zender Herrijzend Nederland                                         | Amersfoort          | 214                         | -                            |
| De Gooise koerier; dagelijks nieuwsorgaan van het Oranje-Bulletin voor Hilversum en omgeving | Hilversum           | 215                         | -                            |
| Gooise post; de stem van de Gooise activisten van het O.L. van 'Vrij Nederland'              | Hilversum           | 216                         | -                            |
| De grafische arbeider                                                                        |                     | 216A                        | -                            |
| De groene Dordtenaar                                                                         | Dordrecht           | 217                         | -                            |
| De Groninger oranjebode: mededeelingenblad der gezamenlĳke illegale Groninger pers           | Groningen           |                             | Niet in De Winkel beschreven |
| Guerilla Scout                                                                               | Nijmegen            | 218                         | -                            |

### H
| Titel                                                                                               | Plaats van uitgave            | Nr in De Winkel (full-text) | Opmerkingen                  |
| --------------------------------------------------------------------------------------------------- | ----------------------------- | --------------------------- | ---------------------------- |
| De Haagsche groene; algemeen Nederlandsch dagblad                                                   | Den Haag                      | 219                         | -                            |
| Haarlemsche courant; dit nummer verschijnt buiten verantwoordelijkheid van Mees, Peereboom en Derks | Hillegom                      | 220                         | -                            |
| Haarlemsche post                                                                                    | Haarlem                       | 221                         | -                            |
| Hallo! hallo! hier is de flitspuit                                                                  | Gouda                         | 222                         | -                            |
| Een hart onder den riem: overzicht                                                                  |                               |                             | Niet in De Winkel beschreven |
| Hasjalsjèeleth                                                                                      | Bussum                        | 223                         | -                            |
| Headlines of the B.B.C. news                                                                        |                               | 223A                        | -                            |
| Headlines news                                                                                      | Haarlem                       | 224                         | -                            |
| Het heeuwpie                                                                                        | Amsterdam                     | 224A                        | -                            |
| Heldersche post                                                                                     | Den helder                    | 225                         | -                            |
| De heraut; ik bemin de waarheid en de klaarheid                                                     | Hilversum                     | 226                         | -                            |
| Herrijzend Nederland                                                                                | Leiden-Leiderdorp-Zoeterwoude | 227                         | -                            |
| Herstel; orgaan van het vrije R.K. Werkliedenverbond                                                |                               | 227A                        | -                            |
| Het gaat goed, landgenooten; alles sal reg kom!                                                     |                               | 228                         | -                            |
| Hier is de B.B.C.                                                                                   | Bloemendaal                   | 229                         | -                            |
| Hier is Londen; berichten van Geallieerde zijde                                                     | Amstelveen                    | 230                         | -                            |
| Hier is Londen (verzetsblad, Amsterdam)                                                             | Amsterdam                     | 231                         | -                            |
| Hier is Londen                                                                                      | Dordrecht                     | 232                         | -                            |
| Hier is Londen                                                                                      | Den Haag                      | 233                         | -                            |
| Hilversum III                                                                                       | Noordwijk-Hillegom-Sassenheim | 234                         | -                            |
| Hollandgruppe Freies Deutschland                                                                    | Amsterdam                     | 235                         | -                            |
| Holland-nieuws                                                                                      | Den Haag                      | 236                         | -                            |
| The home service                                                                                    | Leiden                        | 237                         | -                            |
| Hooren, zien en zwijgen                                                                             | Hilversum                     | 238                         | -                            |
| Hoort, zegt het voort                                                                               | Hilversum                     | 239                         | -                            |
| De horizon                                                                                          | Gouderak-Moordrecht           | 240                         | -                            |
| Houdt-moed; "alles gaat voorbij, ook dit"                                                           | Zwolle                        | 241                         | -                            |
| Houdt stand; dagblad voor Zuid-Holland                                                              | Delft                         | 242                         | -                            |

### I
| Titel                                       | Plaats van uitgave | Nr in De Winkel (full-text) | Opmerkingen                  |
| ------------------------------------------- | ------------------ | --------------------------- | ---------------------------- |
| I.B.; 'dispereert niet'                     |                    | 243                         | -                            |
| Ick blijf ghetrouw - ick wyck nyet af       | Den helder         | 244                         | -                            |
| Ick sal handhaven                           | Hilversum          | 245                         | -                            |
| Ick waeck; orgaan van de vrije pers         | Utrecht            | 246                         | -                            |
| Ick waeck; waarin opgenomen Het vrije woord | Vlaardingen        | 247                         | -                            |
| Ik zal handhaven                            | Leiden             | 248                         | -                            |
| Ik zal handhaven                            | Slagharen          | 249                         | -                            |
| In liefde bloeiende                         | Amsterdam          | 250                         | -                            |
| In de Siegfriedlinie                        |                    |                             | Niet in De Winkel beschreven |
| In den storm                                | Haarlem            | 251                         | -                            |
| In het houten paard van Troje               | Sint-Pancras       |                             | Niet in De Winkel beschreven |
| Informatie-bulletin                         |                    | 251A                        | -                            |
| De ingehouden heeuw                         | Amsterdam          | 251B                        | -                            |
| Internationale informatie-bladen            | Amsterdam          | 252                         | -                            |
| Het invallertje                             |                    | 252A                        | -                            |
| Invasienummer                               | Utrecht            |                             | Niet in De Winkel beschreven |
| Het invasie-nieuws                          | Leiden             | 253                         | -                            |
| Invasie-nieuws                              |                    | 254                         | -                            |
| It is a sin to tell a lie                   | Amsterdam          | 255                         | -                            |

### J
| Titel | Plaats van uitgave                           | Nr in De Winkel (full-text) | Opmerkingen |
| --- | -------------------------------------------- | --------------------------- | ----------- |
| Je maintiendrai                                                                                            | Amersfoort                                   | 256                         | -           |
| Je Maintiendrai; berichtenblad                                                                             | Amsterdam                                    | 257                         | -           |
| Je maintiendrai; speciale uitgave voor Gouda en omgeving                                                   | Gouda                                        | 258                         | -           |
| Je maintiendrai; uitgave voor Zuid-Holland                                                                 | Den Haag                                     | 259                         | -           |
| Je maintiendrai; uitgave voor Den Haag en omstreken                                                        | Den Haag                                     | 260                         | -           |
| Je maintiendrai; uitgave voor Groningen en omgeving                                                        | Groningen                                    | 261                         | -           |
| Je maintiendrai; verkorte uitgave voor Haarlem                                                             | Haarlem                                      | 262                         | -           |
| Je maintiendrai; editie voor Haarlem en omstreken                                                          | Haarlem                                      | 263                         | -           |
| Je maintiendrai; uitgave voor het Gooi                                                                     | Hilversum                                    | 264                         | -           |
| Je maintiendrai; berichtenblad; uitgave voor het Gooi                                                      | Hilversum                                    | 265                         | -           |
| Je maintiendrai; uitgave voor Noord-Nederland                                                              | Leeuwarden                                   | 266                         | -           |
| Je maintiendrai                                                                                            | Oude Niedorp-Nieuwe Niedorp                  | 267                         | -           |
| Je maintiendrai; verkorte uitgave voor Rotterdam en omstreken                                              | Rotterdam                                    | 267A                        | -           |
| Je maintiendrai; berichtenblad                                                                             | Utrecht                                      | 268                         | -           |
| Je maintiendrai; Utrechtsche uitgave                                                                       | Utrecht                                      | 269                         | -           |
| Je maintiendrai                                                                                            | Utrecht                                      | 270                         | -           |
| Je maintiendrai; berichtenblad voor Noord-Holland                                                          | Wormerveer                                   | 271                         | -           |
| Je maintiendrai; verkorte editie voor Noord-Holland                                                        | Wormerveer                                   | 272                         | -           |
| Je maintiendrai; uitgave voor Zeist en omstreken                                                           | Zeist                                        | 273                         | -           |
| Je maintiendrai en Christofoor; berichtenblad                                                              | Amsterdam                                    | 274                         | -           |
| Jeugd; uitgave van 'De waarheid'                                                                           | Amsterdam-Den Haag-Zaandam-Rotterdam-Haarlem | 275                         | -           |
| Jeugdland; halfmaandelijksch contactblad voor alle Nederlandsche jongeren en leiders van jeugdorganisaties | Amsterdam                                    | 276                         | -           |
| Jong Nederland                                                                                             |                                              | 277                         | -           |
| De jonge stem; orgaan der samenwerkende jeugdgroeperingen                                                  | Wormerveer                                   | 278                         | -           |
| Het journaal                                                                                               | Leiden                                       | 279                         | -           |
| Het juiste nieuws                                                                                          | Poeldijk                                     | 280                         | -           |

### K
| Titel                                                                                     | Plaats van uitgave           | Nr in De Winkel (full-text) | Opmerkingen                  |
| ----------------------------------------------------------------------------------------- | ---------------------------- | --------------------------- | ---------------------------- |
| De kaak                                                                                   | Haarlem                      | 281                         | -                            |
| De kaars; brengt licht in duistere tijden                                                 | Amsterdam                    | 282                         | -                            |
| Kaleidoscoop                                                                              | Hilversum                    | 283                         | -                            |
| 't Kan verkeeren; geschrift voor allen, die in vrede en vrijheid wenschen te leven        | Winterswijk                  | 284                         | -                            |
| Karnemelk                                                                                 |                              | 285                         | -                            |
| Katholiek kompas                                                                          | Arnhem-Nijmegen              | 286                         | -                            |
| Katinpers                                                                                 | Heemstede                    | 287                         | -                            |
| De kern                                                                                   | Haarlem                      | 288                         | -                            |
| De kern; voor de Nederlandse jeugd                                                        |                              | 289                         | -                            |
| De keten = Hasjalsjèeleth; periodiek voor ondergedoken joden in Nederland                 | Bussum                       | 290                         | -                            |
| De Kieuwelander                                                                           | Poortugaal                   | 291                         | -                            |
| De Kievit: voor Nĳkerk en omstr.                                                          | Nijkerk                      |                             | Niet in De Winkel beschreven |
| De klapekster; orgaan der V.N.V.                                                          | Rotterdam                    | 292                         | -                            |
| Klaroen der bevrijding                                                                    | Enkhuizen                    | 293                         | -                            |
| De Kleefse koerier; vanouds "De Zwarte Omroep"                                            | Ede                          | 294                         | -                            |
| Klein journaal                                                                            | Gorssel                      | 295                         | -                            |
| Klein maar dapper                                                                         | Amsterdam                    | 296                         | -                            |
| Kleine krant van ons volk; -den vaderlant ghetrouwe-                                      | Den Haag                     | 297                         | -                            |
| De kleine kroniek                                                                         | Gorssel                      | 298                         | -                            |
| Het kleine ochtendblad                                                                    | Amsterdam                    | 299                         | -                            |
| De kleine patriot; dagblad voor de omstreken van Haarlem                                  | Zandvoort                    | 300                         | -                            |
| De kleine stem                                                                            | Hoogland-Amersfoort          | 301                         | -                            |
| 'Knoop in je oor!'                                                                        | Leeuwarden-St. Anna Parochie | 302                         | -                            |
| 'De koerier'                                                                              | Amsterdam                    | 303                         | -                            |
| De koerier; berichtenblad van 'Je Maintiendrai'                                           | Franeker                     | 304                         | -                            |
| De koerier                                                                                | Den Haag                     | 305                         | -                            |
| De koerier; berichtenblad van 'Je Maintiendrai'                                           | Heerenveen                   | 306                         | -                            |
| De koerier; berichtenblad van 'Je Maintiendrai'                                           | Leeuwarden                   | 307                         | -                            |
| De koerier; streekblad voor de Hoeksche Waard e.o.                                        | Oud-Beijerland               | 308                         | -                            |
| De koerier; mededelingenblad van 'Je Maintiendrai'                                        | Warga                        | 309                         | -                            |
| De koerier; berichtenblad van 'Je Maintiendrai'                                           | Wolvega                      | 310                         | -                            |
| De koevoet                                                                                |                              | 310A                        | -                            |
| Het kompas / uitg. van het Marxistisch Jeugd Comité                                       | Den Haag                     | 311                         | -                            |
| Het kompas                                                                                | Rotterdam                    | 312                         | -                            |
| De koptelefoon                                                                            | Delft                        | 313                         | -                            |
| Kort nieuws                                                                               | Amsterdam                    | 314                         | -                            |
| Korte golf commentaar                                                                     |                              | 314A                        | -                            |
| De krant; het opregte huysorgaan                                                          | Utrecht-tuindorp             | 315                         | -                            |
| Krant voor de vrijheidsstrijders                                                          |                              | 316                         | -                            |
| Kristal-bulletin                                                                          | Ouderkerk a/d amstel         | 317                         | -                            |
| Kristalklanken                                                                            |                              | 317A                        | -                            |
| 't Kristalletje; dagbladje; redactie H & H ; het laatste nieuws het eerst                 | 's-graveland                 | 318                         | -                            |
| Kroniek van de maand                                                                      | Goes                         | 319                         | -                            |
| Kroniek van de week; vriheyt en is om gheen gelt te coop                                  | Alphen a/d rijn              | 320                         | -                            |
| Vervallen volgens Winkel                                                                  |                              | 321                         | -                            |
| Kroniek van de week; "vriheyt en is om gheen gelt te coop" met medewerking van Het Parool | Baarn                        | 322                         | -                            |
| Kroniek van de week; vriheyt en is om gheen gelt te coop                                  | Bergschenhoek                | 323                         | -                            |
| Kroniek van de week; 'Vriheyt en is om gheen gelt te coop'                                | Bodegraven                   | 324                         | -                            |
| Kroniek van de week; vriheyt en is om gheen gelt te coop                                  | Den Haag                     | 325                         | -                            |
| Kroniek van de week; vriheyt en is om gheen gelt te coop                                  | Leiden                       | 326                         | -                            |
| Kroniek van de week; in samenwerking met "De Bevrijding"                                  | Lisse                        | 327                         | -                            |
| Kroniek van de week; vriheyt en is om gheen gelt te coop                                  | Middelburg                   | 328                         | -                            |
| Kroniek van de week; vriheyt en is om gheen gelt te coop                                  | Nijmegen                     | 329                         | -                            |
| Kroniek van de week; vriheyt en is om gheen gelt te coop                                  | Rotterdam                    | 330                         | -                            |
| Kroniek van de week; vriheyt en is om gheen gelt te coop                                  | Rijnsburg                    | 331                         | -                            |
| Kroniek van de week; vriheyt en is om gheen gelt te coop                                  | Voorschoten-Zoeterwoude      | 332                         | -                            |
| Kroniek van de week; vriheyt en is om gheen gelt te coop                                  | Wassenaar                    | 333                         | -                            |
| Kroniek van de week; Trouw-bulletin                                                       | Zuidbroek (gr.)              | 334                         | -                            |
| De kurk                                                                                   | Den Haag                     | 335                         | -                            |
| Kwiekerdekwiek                                                                            |                              | 335A                        | -                            |

### L
| Titel | Plaats van uitgave            | Nr in De Winkel (full-text) | Opmerkingen                            |
| --- | ----------------------------- | --------------------------- | -------------------------------------- |
| Het laatste loodje |                               | 336                         | -                                      |
| De laatste loodjes; uitgave van Je Maintiendrai                                                                                               |                               | 336A                        | -                                      |
| Het laatste nieuws | Almelo                        | 337                         | -                                      |
| Het laatste nieuws | Amsterdam                     | 338                         | Let op: 338 en 339 hebben zelfde titel |
| Het laatste nieuws | Amsterdam                     | 339                         | Let op: 338 en 339 hebben zelfde titel |
| Het laatste nieuws | Enkhuizen                     | 340                         | -                                      |
| Het laatste nieuws | Gouderak-Moordrecht           | 341                         | -                                      |
| Het laatste nieuws | Haarlem                       | 342                         | -                                      |
| Het laatste nieuws | Helvoirt                      | 342A                        | -                                      |
| Het laatste nieuws | Hillegersberg                 | 343                         | -                                      |
| Het laatste nieuws | Hilversum                     | 344                         | -                                      |
| 'Het laatste nieuws' | Kaatsheuvel                   | 345                         | -                                      |
| Het laatste nieuws; verschijnt in geheel Zuid-Holland                                                                                         | Maassluis                     | 346                         | -                                      |
| Het laatste nieuws | Nijkerk                       | 347                         | -                                      |
| Het laatste nieuws | Overveen                      | 348                         | -                                      |
| Het laatste nieuws | Wateringen                    | 349                         | -                                      |
| Het laatste nieuws |                               | 350                         | -                                      |
| Het laatste nieuws; Luctor et emergo - Je Maintiendrai                                                                                        |                               | 351                         | -                                      |
| Het laatste nieuws in het kort | Leiden                        | 352                         | -                                      |
| Het laatste nieuws; uitgave 'De Vrijheid' | Leiden                        | 352A                        | -                                      |
| Het laatste nieuws voor strijdend Nederland                                                                                                   | Ouderkerk a/d amstel          | 353                         | -                                      |
| De laatste ronde | Amsterdam                     | 354                         | -                                      |
| De laatste ronde; dagelijksche editie van Novum en Het Zondagsblad                                                                            | Amsterdam                     | 355                         | -                                      |
| De laatste 24 uur | Leeuwarden                    | 356                         | -                                      |
| De laatste vuurproef | Tilburg                       | 357                         | -                                      |
| Lamprophiza splendidula | Amsterdam                     | 358                         | -                                      |
| De Lampyris; brengt licht in donkere dagen | Amsterdam                     | 359                         | -                                      |
| L.B.D. | Leiden                        |                             | Niet in De Winkel beschreven           |
| De Leidsche Brief | Leiden                        | 360                         | -                                      |
| Let op uw saeck | Amsterdam                     | 361                         | -                                      |
| Die Letzte Chance!; Organ der Deutschen Widerstandsbewegung                                                                                   | Utrecht                       | 362                         | -                                      |
| De leugenaar; uitgave van het Ministerie van Volksvoorlieging en Kunstjes, onder redactie van niemand minder dan doctor Joseph Peter Kwebbels | Haarlem                       | 363                         | -                                      |
| Libertas; maandschrift voor het koninkrijk der Nederlanden                                                                                    | Den Haag                      | 364                         | -                                      |
| Libertas; de stem van strijdend Nederland | Den Haag                      | 365                         | -                                      |
| Libertas |                               | 366                         | -                                      |
| De libertijn | Wormerveer                    | 367                         | -                                      |
| 't Libertijntje | Wormerveer                    | 368                         | -                                      |
| Lichtflits | Haarlem                       | 369                         | -                                      |
| Lichting: litterair maandblad van de jongeren                                                                                                 | Amsterdam, Utrecht            | 370                         | -                                      |
| De lichtstraal | Monster                       | 371                         | -                                      |
| Lichtstralen | Hillegom                      | 372                         | -                                      |
| De Lingebode | Heukelum                      | 373                         | -                                      |
| 'Het logboek' | Amsterdam                     | 374                         | -                                      |
| 'Londen-Nieuws' | Gouda-Haastrecht              | 375                         | -                                      |
| Londen door het kristal | Amsterdam                     | 375A                        | -                                      |
| The London daily gazette | Utrecht                       | 376                         | -                                      |
| The London news | Haarlem-Amsterdam             | 377                         | -                                      |
| The London news |                               | 378                         | -                                      |
| The London post | Amsterdam                     | 378A                        | -                                      |
| The London world news |                               | 379                         | -                                      |
| Losse opmerkingen van een vrije Nederlander                                                                                                   |                               | 380                         | -                                      |
| Luctor ut emergam |                               | 381                         | -                                      |
| Luctor et emergo; 'ik duik onder en kom weer boven'                                                                                           | Amsterdam                     | 382                         | -                                      |
| Luctor et emergo | Ankeveen                      | 383                         | -                                      |
| Luctor et emergo; voor vrijheid, waarheid en recht                                                                                            | Heemstede                     | 384                         | -                                      |
| 'Luctor et emergo' | Hilversum                     | 385                         | -                                      |
| Luctor et emergo; ik worstel en kom boven | Nederhorst den Berg           | 386                         | -                                      |
| Luctor et emergo | Nieuw-amsterdam               | 387                         | -                                      |
| Luctor et emergo | Nieuw-leusen                  | 388                         | -                                      |
| De luisterpost; alle publicatie en andere rechten vrij                                                                                        |                               | 389                         | -                                      |
| De luisterpost; ergens in Nederland |                               | 390                         | -                                      |
| Luisterpost Trouw |                               | 391                         | -                                      |
| De luistervink; Oranje Boven!!; dagelijksche mededelingen voor Haarlem en omstreken                                                           | Haarlem                       | 392                         | -                                      |
| De luistervink | Heerhugowaard                 | 393                         | -                                      |
| De luistervink | Uithoorn-Baambrugge-Vinkeveen | 394                         | -                                      |
| De luistervink; en toch draait zij | Vlaardingen                   | 395                         | -                                      |
| De luistervink; nieuws van alle fronten | Zaandam                       | 396                         | -                                      |
| De luistervink |                               | 396A                        | -                                      |
| De luistervink |                               | 397                         | -                                      |

### M
| Titel | Plaats van uitgave                     | Nr in De Winkel (full-text) | Opmerkingen                  |
| --- | -------------------------------------- | --------------------------- | ---------------------------- |
| De maand in vogelvlucht                                                                                       |                                        | 398                         | -                            |
| Maandagochtendblad ons volk                                                                                   | Amsterdam                              | 399                         | -                            |
| De Maasbode; God en mijn recht                                                                                | Arnhem-Nijmegen                        | 400                         | -                            |
| Madjallah | Den Haag                               | 401                         | -                            |
| Maecenas / communicatiemiddel onder red. van Peter de Raedt; letterkundig adviseur: Robert Damman             | Den Haag                               | 402                         | -                            |
| De magneet | Almelo                                 | 403                         | -                            |
| Het Mangaannieuws                                                                                             |                                        |                             | Niet in De Winkel beschreven |
| 'De mare' | Enschede                               | 404                         | -                            |
| De mare; periodiek van het voormalige nieuwsbulletin "The Home Service"                                       | Leiden                                 | 405                         | -                            |
| Margriet | Elburg                                 | 406                         | -                            |
| De margriet; Gooisch dagblad                                                                                  | 's-graveland                           | 407                         | -                            |
| De marskramer; -voorwaarts vaderland, riemen om de kin, met God door bloed en tranen een schoner toekomst in- | Zoetermeer                             | 408                         | -                            |
| Marx-Lenin-Luxemburgfront                                                                                     | Leiden                                 | 409                         | -                            |
| Mededeelingen                                                                                                 | Den Haag                               | 410                         | -                            |
| Mededeelingen; Wat worter meer gelieft?                                                                       | Kruiningen                             |                             | Niet in De Winkel beschreven |
| Mededelingen van het comité voor vrij Nederland                                                               | Amsterdam-Rotterdam-Den Haag-Groningen | 411                         | -                            |
| Mededeelingen van het Nederlandsch Correspondentiebureau                                                      | Den Haag                               | 412                         | -                            |
| Mededeling | Goes                                   | 413                         | -                            |
| Mededelingen                                                                                                  | Utrecht                                | 413A                        | -                            |
| Mededelingen en nieuwsberichten                                                                               | Oude wetering                          | 414                         | -                            |
| Mededelingen van "De Patriot"                                                                                 | Aerdenhout                             | 415                         | -                            |
| Mededelingen van 'De vaderlander'                                                                             | Aerdenhout                             | 416                         | -                            |
| De meerbode                                                                                                   | Hillegom                               | 417                         | -                            |
| Men fluistert                                                                                                 | Heemstede-Aerdenhout                   | 418                         | -                            |
| Merck toch hoe sterck                                                                                         | Bilthoven                              | 419                         | -                            |
| De metaalbewerker                                                                                             | Rotterdam                              | 420                         | -                            |
| Metro | Amsterdam                              | 421                         | -                            |
| Middageditie                                                                                                  |                                        | 422                         | -                            |
| Middagpost | Heemstede                              | 423                         | -                            |
| Militair overzicht                                                                                            | Haarlem                                | 424                         | -                            |
| Militair weekoverzicht                                                                                        | Bussum                                 | 425                         | -                            |
| Het mispunt                                                                                                   |                                        | 425A                        | -                            |
| Mitteilungsblatt der Interessengemeinschaft Anti-Faschistischer Deutscher                                     | Amsterdam                              | 426                         | -                            |
| M.L.L.-bulletin van het Marx-Lenin-Luxemburgfront                                                             | Amsterdam                              | 427                         | -                            |
| De moderne staat                                                                                              | Rotterdam                              | 428                         | -                            |
| De moderne staat; orgaan voor de wederopbouw in groot verband van volk en staat                               | Rotterdam                              | 429                         | -                            |
| Moed en vertrouwen                                                                                            | Maasbree                               | 430                         | -                            |
| De moker | Haarlem                                | 431                         | -                            |
| De mol; Schipluids ondergronds dagblad                                                                        | Schipluiden                            | 431A                        | -                            |
| 'Morgen gaat het beter'                                                                                       |                                        | 432                         | -                            |
| Morgen-bulletin                                                                                               | Alkmaar                                | 433                         | -                            |
| 'Het morgennieuws'                                                                                            | Laren-Blaricum-Eemnes                  | 434                         | -                            |
| De morgenpost                                                                                                 | Sassenheim                             | 435                         | -                            |
| 'De morgenpost'                                                                                               | Voorburg                               | 436                         | -                            |
| De morgenpost met het laatste nieuws                                                                          | Wassenaar                              | 437                         | -                            |
| 'Mijn schild ende betrouwen'; Oranje-nieuws vóór en dóór blind Nederland                                      | Utrecht                                | 438                         | -                            |

### N
| Titel | Plaats van uitgave    | Nr in De Winkel (full-text) | Opmerkingen                                                                         |
| --- | --------------------- | --------------------------- | ----------------------------------------------------------------------------------- |
| Naar de overwinning | Haarlem               | 440                         | -                                                                                   |
| Nachrichten fuer die Truppen | Bergschenhoek         | 441                         | -                                                                                   |
| De nachtwacht |                       | 441A                        | -                                                                                   |
| De naprater | Leeuwarden            | 442                         | -                                                                                   |
| De nationale eenheid; dagelijks nieuws | Drachten              | 443                         | -                                                                                   |
| Nationale lachblad; onafhankelijke zijtoeng voor die Niederlanden, waarin opgenomen: Dat Rijk, Aangreep en Volk und Vaterland                                | Haarlem               | 444                         | -                                                                                   |
| N.B.S.; voor vaderland en vorstenhuis | Rotterdam             | 445                         | -                                                                                   |
| Nederland |                       |                             | Niet in De Winkel beschreven                                                        |
| Nederland herrijst; fighting-spirit | Leeuwarden            | 446                         | -                                                                                   |
| Nederland herrijst; 't laatste nieuws | Zaandam               | 447                         | -                                                                                   |
| Nederland ontwaakt; leven is strijden | Haarlem               | 448                         | -                                                                                   |
| Nederland en Oranje | Benschop-Polsbroek    | 449                         | -                                                                                   |
| Nederland en Oranje | Klundert              | 450                         | -                                                                                   |
| Nederland en Oranje | Voorburg              | 451                         | -                                                                                   |
| Nederland strijdt door! | Ouderkerk a/d amstel  | 452                         | -                                                                                   |
| Nederland vecht; te land, ter zee en in de lucht | Den Haag              | 453                         | -                                                                                   |
| Nederland vrij! | Amsterdam             | 454                         | -                                                                                   |
| Nederland zal herrijzen |                       | 455                         | -                                                                                   |
| Nederland zal herrijzen |                       | 456                         | -                                                                                   |
| Nederland zal herrijzen, de kleine koerier | Leiden                |                             | Niet in De Winkel beschreven                                                        |
| De Nederlander | Rotterdam             | 457                         | -                                                                                   |
| Nederlanders |                       | 458                         | -                                                                                   |
| Nederlandsch nieuws; uitgave van het Oranje-bulletin voor Delft en omstreken                                                                                 | Den Haag-Delft        | 459                         | -                                                                                   |
| De Nederlandsche gedachte; onder auspiciën van De patriot | Amsterdam             | 460                         | -                                                                                   |
| De Nederlandse leeuw | Amsterdam             | 461                         | -                                                                                   |
| De Nederlandse leeuw |                       |                             | Niet in De Winkel beschreven. Uitgave uit 1940, i.t.t. bovengenoemde titel uit 1945 |
| De Nederlandse patriot; strijdblad voor koningin en vaderland!                                                                                               |                       | 462                         | -                                                                                   |
| Neerland zal herrijzen | Benschop-Polsbroek    | 463                         | -                                                                                   |
| Neerlands jeugd staat pal | Overveen              | 464                         | -                                                                                   |
| NVS (Neerland's vrijheidsstrijd) | Bussum                | 465                         | -                                                                                   |
| Nemo's nieuws: laatste berichten |                       |                             | Niet in De Winkel beschreven                                                        |
| 'News in a nutshell' | Den Haag              | 466                         | -                                                                                   |
| New's headlines: nieuws in het kort |                       |                             | Niet in De Winkel beschreven                                                        |
| Nieuw geluid; ter bevordering der P.T.T. Eenheids-Vakorganisatie                                                                                             | Den Haag              | 467                         | -                                                                                   |
| Nieuw Nederland |                       | 467A                        | -                                                                                   |
| Nieuwe banen: orgaan voor vakbeweging, onderwĳs en jeugdopvoeding                                                                                            |                       |                             | Niet in De Winkel beschreven                                                        |
| De nieuwe Amsterdammer; voortzetting van Op wacht in Amsterdam                                                                                               | Amsterdam             | 468                         | -                                                                                   |
| Het nieuwe Europa; periodiek voor buitenlandse politiek | Wormerveer            | 469                         | -                                                                                   |
| Nieuwe geluiden; orgaan voor overheidspersoneel |                       | 470                         | -                                                                                   |
| De nieuwe gids | Amsterdam             | 471                         | Titel ontbreekt in database                                                         |
| De nieuwe Haagsche; algemeen Nederlandsch weekblad | Den Haag              | 472                         | -                                                                                   |
| De nieuwe koerier | Leeuwarden            | 473                         | -                                                                                   |
| De nieuwe linie | Den Bosch             | 474                         | -                                                                                   |
| De 'nieuwe orde' |                       | 475                         | -                                                                                   |
| Het nieuwe rijk; uitgegeven door de Kroniek van de week en De Bevrijding                                                                                     | Leiden                | 476                         | -                                                                                   |
| De nieuwe tijd | Horn                  | 476A                        | -                                                                                   |
| De nieuwe vrijheid | Amsterdam             | 477                         | -                                                                                   |
| De nieuwe wijnzak; leidraad tot verdieping van het staatsburgerlijk denken - door en voor werkers en verzetters                                              | Amsterdam             | 478                         | Zie Piet Verburg                                                                    |
| Het nieuws; uitgegeven door de Kroniek van de Week; 'Vriheyt en is om gheen gelt te coop' en DE SCHAKEL; 'Den vaderlant ghetrouwe blijf ick tot in den doot' | Alphen a/d rijn       | 479                         | -                                                                                   |
| Het nieuws | Amerongen             | 480                         | -                                                                                   |
| Het(?) nieuws | Apeldoorn             | 481                         | -                                                                                   |
| Het nieuws | Dordrecht             | 482                         | -                                                                                   |
| 'Het nieuws' | Den Haag              | 483                         | -                                                                                   |
| Het nieuws | Den Haag              | 484                         | -                                                                                   |
| Het nieuws | Honselersdijk         | 485                         | -                                                                                   |
| Het nieuws | Schagen               | 486                         | -                                                                                   |
| Het nieuws; 'Er is slechts één nieuwe orde, de orde van het verzet'                                                                                          | Zwolle                | 487                         | -                                                                                   |
| Het nieuws |                       | 488                         | -                                                                                   |
| Nieuws in een notedop |                       | 489                         | -                                                                                   |
| Nieuws uit bevrijd Nederland | Haarlem               | 490                         | -                                                                                   |
| Nieuws uit Engeland; uitgave Het Parool | Amsterdam             | 491                         | -                                                                                   |
| Nieuws uit Londen | Doesburg              | 492                         | -                                                                                   |
| Nieuws van (?) 1944 | Diemen                | 493                         | -                                                                                   |
| Nieuws van ... + bijbehorend weekoverzicht |                       | 493A                        | -                                                                                   |
| Het nieuws van den dag; uitgegeven door de Kroniek van de Week                                                                                               | Bergschenhoek         | 494                         | -                                                                                   |
| Het nieuws van den dag; voor koningin en vaderland; voor waarheid, vrijheid en recht                                                                         | Wissekerke            | 495                         | -                                                                                   |
| Nieuws van den dag |                       | 496                         | -                                                                                   |
| Nieuws van dezen dag | Amsterdam             | 497                         | -                                                                                   |
| Nieuws van alle fronten |                       | 498                         | -                                                                                   |
| Het nieuws van de fronten | Gouda                 | 499                         | -                                                                                   |
| Nieuws van de fronten | Berkel en Rodenrijs   | 500                         | -                                                                                   |
| Nieuws van de fronten |                       | 501                         | -                                                                                   |
| Het nieuws van de fronten; uit Engelse koker |                       | 502                         | -                                                                                   |
| Het nieuws van de maand in vogelvlucht | Haarlem               | 503                         | -                                                                                   |
| Nieuws van het Oostfront | Rotterdam             | 504                         | -                                                                                   |
| Het nieuws van de radio | Haarlem               | 505                         | -                                                                                   |
| Het nieuws van de week | Eindhoven-Helmond     | 506                         | -                                                                                   |
| Nieuwsberichten | Helmond, Eindhoven    | 507                         | -                                                                                   |
| Nieuwsberichten |                       | 508                         | -                                                                                   |
| Nieuwsberichten uit Engeland; uitgave Het Parool | Amsterdam             | 509                         | -                                                                                   |
| Nieuwsberichten van de B.B.C. |                       | 509A                        | -                                                                                   |
| Nieuwsblad | Amsterdam             | 510                         | -                                                                                   |
| Het nieuwsblad | Voorburg              | 511                         | -                                                                                   |
| Nieuwsblad herrijzend Nederland; tegen elke vorm van dictatuur, voor Oranje en democratie                                                                    | Zuilen                | 512                         | -                                                                                   |
| Nieuwsblad ten behoeve van de lezers van "Op wacht", voor God-Nederland-Oranje                                                                               | Hillegom              | 513                         | -                                                                                   |
| Nieuwsblad voor Midden-Salland | Raalte                | 514                         | -                                                                                   |
| Nieuwsblad van "Ons vrije Nederland" | Rotterdam             | 515                         | -                                                                                   |
| De nieuwsbode; orgaan van de vrije pers | Arnhem                | 516                         | -                                                                                   |
| De nieuwsbode | Den Haag-Leidschendam | 517                         | -                                                                                   |
| 'De nieuwsbode'; dagblad voor het bezette Nederlandse gebied                                                                                                 | Heiloo                | 518                         | -                                                                                   |
| De nieuwsbode | Tilburg               | 519                         | -                                                                                   |
| De nieuwsbode; orgaan van de vrije pers | Utrecht-Amsterdam     | 520                         | -                                                                                   |
| De nieuwsbode; orgaan van de vrije pers | Utrecht               | 521                         | -                                                                                   |
| Nieuwsbrief van Pieter 't Hoen | Amsterdam             | 522                         | -                                                                                   |
| Nieuwsbrieven uit Engeland | Amsterdam             | 523                         | -                                                                                   |
| De nieuwsbron | Groningen             | 524                         | -                                                                                   |
| De nieuwsbron | Hilversum             | 525                         | -                                                                                   |
| Nieuwsbulletin | Amsterdam             | 526                         | -                                                                                   |
| Nieuws-bulletin; dagelijkse editie van Novum en Het Zondagsblad                                                                                              | Amsterdam             | 527                         | -                                                                                   |
| Nieuwsbulletin | Beverwijk             | 528                         | -                                                                                   |
| Nieuwsbulletin | Bilthoven             | 529                         | -                                                                                   |
| Nieuwsbulletin | Gorinchem             | 530                         | -                                                                                   |
| Nieuwsbulletin; uitgegeven door Vrij Nederland | Den Haag              | 531                         | -                                                                                   |
| Nieuws-bulletin; met het laatste nieuws van het Westfront | Heemstede             | 532                         | -                                                                                   |
| Nieuws-bulletin | Leerdam               | 532A                        | -                                                                                   |
| Nieuws-bulletin | Muiderberg            | 533                         | -                                                                                   |
| Het nieuwsbulletin | Naaldwijk             | 534                         | -                                                                                   |
| Nieuwsbulletin | Groningen             | 535                         | -                                                                                   |
| Nieuwsbulletin | Purmerend             | 536                         | -                                                                                   |
| 'Nieuwsbulletin' | Vlaardingen           | 537                         | -                                                                                   |
| Nieuwsbulletin |                       | 538                         | -                                                                                   |
| Nieuwsbulletin |                       | 539                         | -                                                                                   |
| Nieuwsbulletin / uitg. door Vrij Nederland | Wassenaar             | 540                         | -                                                                                   |
| Nieuwsbulletin van herrijzend Nederland |                       | 541                         | -                                                                                   |
| Het nieuwsbureau | Haarlem               | 542                         | -                                                                                   |
| Nieuwsdienst | Delft                 | 543                         | -                                                                                   |
| Nieuwsdienst Oranje | Voorburg              | 544                         | -                                                                                   |
| De nieuwskroniek; voor het Eemland. Uitgave Kroniek van de week en Het Parool                                                                                | Baarn                 | 545                         | -                                                                                   |
| De nieuwspomp | Wervershoof           | 546                         | -                                                                                   |
| Nieuwstijding |                       | 547                         | -                                                                                   |
| De N.O. | Schiedam              | 548                         | -                                                                                   |
| Noorderlicht | Groningen-Leeuwarden  | 549                         | -                                                                                   |
| De Noordfries | Ferweradeel           | 550                         | -                                                                                   |
| De notedop; the war in a nutshell | Amersfoort            | 551                         | -                                                                                   |
| De notedop | Ankeveen              | 552                         | -                                                                                   |
| De notedop | Schiedam              | 553                         | -                                                                                   |
| Novum; voorlichtingsdienst | Amsterdam             | 554                         | -                                                                                   |

### O
| Titel | Plaats van uitgave              | Nr in De Winkel (full-text) | Opmerkingen                  |
| --- | ------------------------------- | --------------------------- | ---------------------------- |
| Observator | Zeist?                          | 554A                        | -                            |
| De observator | Bussum                          | 555                         | -                            |
| Ochtendeditie |                                 |                             | Niet in De Winkel beschreven |
| Het ochtendnieuws | Dordrecht                       | 556                         | -                            |
| Officieel orgaan 'Driehoek' | Heemstede                       | 557                         | -                            |
| O.L.O. | Amersfoort                      | 558                         | -                            |
| Om de opbouw van de arbeidersbeweging |                                 |                             | Niet in De Winkel beschreven |
| Onder de loupe | Amsterdam                       | 559                         | -                            |
| Onder ons |                                 | 560                         | -                            |
| 'De onderduiker' | Haarlem                         | 561                         | -                            |
| De onderduiker; maandblad voor die Nederlanders, die het gevaar prefereren boven het werken voor de vijand                                                                                                   | Heiloo                          | 562                         | -                            |
| Ondergrondsch contact | Amsterdam                       | 563                         | -                            |
| De ondergrondsche koerier; Oranje boven! | Apeldoorn                       | 564                         | -                            |
| 'De ondergrondse' |                                 | 565                         | -                            |
| Ongetekende brieven aan onze oude strijdmakkers | Amsterdam                       | 566                         | -                            |
| Ons arsenaal | Den Haag                        | 567                         | -                            |
| Ons dagelijks nieuwsbulletin | Hilversum                       | 568                         | -                            |
| 'Ons gemeenebest' / onder red. van P.J. Schmidt | Amsterdam                       | 569                         | -                            |
| Ons Indië; officieel orgaan der Stichting Vereenigde Indië-Vrijwilligers | Haarlem                         | 570                         | -                            |
| Ons kompas | Rotterdam                       | 571                         | -                            |
| Ons luisterorgaan |                                 | 572                         | -                            |
| Ons noodrantsoen; het laatste nieuws voor strijdend Nederland: voor waarheid, vrijheid en recht | Ouderkerk a/d amstel            | 573                         | -                            |
| 'Ons ochtendblad'; nieuwsblad voor Den Haag en omstreken | Den Haag                        | 574                         | -                            |
| Ons oorlogskamp | Arnhem                          | 575                         | -                            |
| 'Ons oude vaderland' |                                 | 576                         | -                            |
| Ons rijk | Amsterdam                       | 577                         | -                            |
| Ons twaalfuurtje | Den Haag                        | 578                         | -                            |
| Ons vaderland; het blad van en voor vrije Nederlanders | Laren-Blaricum (NH)             | 579                         | -                            |
| Ons verzet; ik val aan, volg mij! / N.V. "V&W" | Hilversum                       | 580                         | -                            |
| Ons volk; den vaderlant ghetrouwe | Utrecht-Amsterdam-Den Haag      | 581                         | -                            |
| Ons vrije Nederland | Groningen                       | 581A                        | -                            |
| Ons vrije Nederland; voortzetting van Geïllustreerd Vrij Nederland | Rotterdam                       | 582                         | -                            |
| Ons vrije Nederland | Utrecht                         | 583                         | -                            |
| 'Onze standaard'; Oranje-Trouw |                                 | 584                         | -                            |
| Onze taak | Enkhuizen                       | 585                         | -                            |
| Onze vrijheid; onafhankelijk vaderlands orgaan |                                 | 586                         | -                            |
| Oorlogs-journaal | Steenbergen                     | 587                         | -                            |
| Het oorlogsnieuws van gisteren en hedenmorgen | Den Haag                        | 588                         | -                            |
| De Oost; Indië zal herrijzen | Alphen a/d rijn                 | 589                         | -                            |
| Op de een en dertig meter band | Arnhem                          | 589A                        | -                            |
| Op de keper | Gorssel                         | 590                         | -                            |
| Op de korte golf | Arnhem                          | 591                         | -                            |
| Op wacht: voor God-Nederland-Oranje | Den Haag                        | 592                         | -                            |
| Op wacht; speciaal nieuwsbulletin voor Den Haag en omstreken | Den Haag                        | 593                         | -                            |
| Op Wacht; Dagelijks Nieuws, verschijnt in Rotterdam en omstreken | Rotterdam                       | 594                         | -                            |
| Op wacht in Amsterdam | Amsterdam                       | 595                         | -                            |
| De opdracht; tijdschrift gewijd aan het nieuwe Indië | Den Haag                        | 596                         | -                            |
| Open brief aan de in Nederland studerende Indonesische jeugd | Amsterdam                       | 597                         | -                            |
| Open brief aan de Nederlandse jeugd | Amsterdam                       | 598                         | -                            |
| Open brief aan de Nederlandse studenten | Amsterdam                       | 599                         | -                            |
| De oprechte-Delftenaar; periodiek onder Delftsche studenten | Delft                           | 600                         | -                            |
| De oprechte Haarlemmer | Haarlem                         | 601                         | -                            |
| De optimist | Harskamp                        | 602                         | -                            |
| Oranje | Rhoon                           | 603                         | -                            |
| Het Oranjeblad |                                 |                             | Niet in De Winkel beschreven |
| Oranje-bode; verschijnt wekelijks kosteloos voor alle goede Nederlanders uit Apeldoorn en omgeving | Apeldoorn                       | 604                         | -                            |
| Oranjebode; uitgegeven door Ons Volk, Christofoor, De Geus, De Ploeg, De Toekomst | Assen                           | 605                         | -                            |
| Oranje-bode | Meppel                          | 606                         | -                            |
| Oranje brigade |                                 | 607                         | -                            |
| Oranje-bulletin | Alphen a/d rijn                 | 608                         | -                            |
| Oranje-bulletin; gemeenschappelijk orgaan van de samenwerkende organisaties en de illegale pers | Amersfoort                      | 609                         | -                            |
| Oranje-bulletin; 'nieuwe serie'. Verschijnend door samenwerking van Het Baken, Je Maintiendrai, Het Parool, Trouw, Vrij Nederland, De Waarheid en Weekoverzicht                                              | Amersfoort                      | 610                         | -                            |
| Oranje-bulletin; bulletin ter verspreiding van de letterlijke tekst van Regeringsverklaringen, bevelen van het Geallieerd Opperbevel, aanwijzingen van het ondergronds verzet, en hoofdzaken van het nieuws  | Amsterdam                       | 611                         | -                            |
| Oranje-bulletin; uitgegeven door De Geus, De Ploeg, Je Maintiendrai, Vrij Nederland, Ons Volk, Het Parool, De Waarheid                                                                                       | Den Haag-Delft                  | 612                         | -                            |
| Oranje-bulletin; uitgegeven door Ons Volk, De Geus, Christofoor, De Ploeg en De Toekomst | Groningen                       | 613                         | -                            |
| Oranje-bulletin; uitgegeven door samenwerking van de ondergrondse pers | Hengelo (ov.)                   | 614                         | -                            |
| Oranje-bulletin; uitgegeven door de gezamenlijke illegale pers | Hilversum                       | 615                         | -                            |
| Oranje-bulletin; uitgave voor Leiden en omstreken | Leiden                          | 616                         | -                            |
| Oranje-bulletin; met medewerking van De Geus, Ons Volk, Het Parool, Vrij Nederland, Je Maintiendrai, Voor God en den koning, De Waarheid, Trouw, Ons Vrije Nederland, De Nieuwsbode en Slaet op den Trommele | Utrecht                         | 617                         | -                            |
| Oranje-bulletin; verspreid door de alhier verschijnende bladen | Zeist                           | 618                         | -                            |
| Oranje garde 'De stem' | Den Bosch                       | 619                         | -                            |
| De Oranje gids; voor; vrijheid, waarheid en recht | Boskoop                         | 620                         | -                            |
| Oranje-hagel | Venlo                           | 621                         | -                            |
| Oranjekoerier | Lisse-Oegstgeest                | 622                         | -                            |
| Oranje koerier | Maastricht                      | 623                         | -                            |
| De Oranjekrant | Scheveningen                    | 623A                        | -                            |
| De Oranjekrant; vivere militare est | Zeist? Spakenburg?              | 624                         | -                            |
| Oranje nieuws | Den Haag                        | 625                         | -                            |
| Oranje nummer |                                 | 625A                        | -                            |
| Oranje post | Haelen                          | 626                         | -                            |
| Oranje ster |                                 | 627                         | -                            |
| Oranje-vaan |                                 | 628                         | -                            |
| Orli |                                 |                             | Niet in De Winkel beschreven |
| Overdenkingen van een woestijnbewoner |                                 | 629                         | -                            |
| Overtocht; communicatiemiddel voor kunst en wetenschap | Maastricht                      | 630                         | -                            |
| Overzicht der nieuwsberichten | Vlissingen                      | 631                         | -                            |
| Overzicht voornaamste nieuws | Amersfoort                      | 632                         | -                            |
| OZO | Amersfoort                      | 633                         | -                            |
| O.Z.O.; Oranje zal overwinnen | Hoornaar-Giessendam-Hardinxveld | 634                         | -                            |
| Ozo-bericht | Amsterdam                       | 635                         | -                            |
| Ozo-mededeelingen |                                 | 636                         | -                            |
| O, Zoo |                                 | 637                         | -                            |

### P
| Titel                                                                                              | Plaats van uitgave              | Nr in De Winkel (full-text) | Opmerkingen                            |
| -------------------------------------------------------------------------------------------------- | ------------------------------- | --------------------------- | -------------------------------------- |
| Pamphlet                                                                                           | Voorburg                        | 638                         | -                                      |
| Paraat                                                                                             | Amsterdam                       | 639                         | Let op: 639 en 640 hebben zelfde titel |
| Paraat                                                                                             | Amsterdam                       | 640                         | Let op: 639 en 640 hebben zelfde titel |
| Paraat; weekblad voor de vakbeweging voor Delft en omstreken                                       | Delft                           | 641                         | -                                      |
| Paraat                                                                                             | Gouda                           | 642                         | -                                      |
| Paraat; weekblad voor de vakbeweging voor 's-Gravenhage en omstreken                               | Den Haag                        | 643                         | -                                      |
| Paraat; speciale editie voor Rotterdam en omstreken                                                | Rotterdam                       | 644                         | -                                      |
| Parade der profeten                                                                                | Amsterdam-Utrecht               | 645                         | -                                      |
| 'Het Parool'-bulletin; voor Alkmaar en omgeving verzorgd door ROBU                                 | Alkmaar                         | 646                         | -                                      |
| Het Parool; vrij onverveerd                                                                        | Almelo                          | 647                         | -                                      |
| Het parool; vrij onverveerd                                                                        | Amsterdam-Den Haag-Utrecht      | 648                         | -                                      |
| Het Parool; speciaal bulletin                                                                      | Amsterdam                       | 649                         | -                                      |
| Het Parool                                                                                         | Amsterdam                       | 650                         | -                                      |
| Het Parool; nieuwsbulletin                                                                         | Amsterdam                       | 651                         | -                                      |
| Het Parool; vrij onverveerd                                                                        | Dordrecht                       | 652                         | -                                      |
| Het Parool; editie voor Oost-Utrecht                                                               | Driebergen                      | 652A                        | -                                      |
| Het Parool; vrij onverveerd                                                                        | Enschede                        | 653                         | -                                      |
| Het parool                                                                                         | Etten                           | 653A                        | -                                      |
| Het Parool; speciaal nieuwsbulletin voor 's-Gravenhage en omstreken                                | Den Haag                        | 654                         | -                                      |
| Het Parool; extra editie voor Zuid-Holland                                                         | Den Haag                        | 655                         | -                                      |
| Het Parool; speciaal bulletin voor Groningen, Friesland en Drente                                  | Groningen                       | 656                         | -                                      |
| Het Parool; speciaal Leidsch bulletin (nieuwsblad)                                                 | Leiden                          | 657                         | -                                      |
| Het Parool; speciaal bulletin voor Leiden's omgeving                                               | Oegstgeest                      | 658                         | -                                      |
| Het Parool; speciaal bulletin voor Leiden's omgeving over gebeurtenissen in Nederland              | Oegstgeest                      | 659                         | -                                      |
| Het Parool; speciaal bulletin                                                                      | Naarden-Bussum                  | 660                         | -                                      |
| Het Parool; extra editie voor Rotterdam en omstreken                                               | Rotterdam                       | 661                         | -                                      |
| Het Parool; driemaal wekelijks verschijnend bulletin voor Rotterdam en omgeving                    | Rotterdam                       | 662                         | -                                      |
| Het parool; editie voor Utrecht en omstreken                                                       | Utrecht                         | 663                         | -                                      |
| Het Parool; nieuwsbulletin                                                                         | Zeist                           | 663A                        | -                                      |
| Het Parool; groot bulletin onder verantwoording van eenige medewerkers                             |                                 | 664                         | -                                      |
| Parool-nieuws                                                                                      | Leiden                          | 665                         | -                                      |
| Parool-post; voorlichting en documentatie                                                          | Amsterdam                       | 666                         | -                                      |
| Parool-post; voorlichting en documentatie                                                          | Dordrecht                       | 667                         | -                                      |
| Parool-post                                                                                        | Rotterdam                       | 667A                        | -                                      |
| De partisaan                                                                                       | Hengelo (gld)                   | 667B                        | -                                      |
| De partisaan; het nieuws uit de aether, vrij van geleuter                                          | Utrecht-tuindorp                | 668                         | -                                      |
| Het partizaantje                                                                                   |                                 | 668A                        | -                                      |
| De patriot; orgaan voor strijdend Nederland                                                        | Dinxperlo                       | 669                         | -                                      |
| De patriot                                                                                         | Heemstede                       | 670                         | -                                      |
| De patriot                                                                                         | Heemstede                       | 671                         | -                                      |
| De patriot                                                                                         | Maastricht                      | 672                         | -                                      |
| De patriot; nieuwsbulletin uit Londen                                                              | Maastricht                      | 673                         | -                                      |
| De patriot                                                                                         | Rotterdam                       | 674                         | -                                      |
| Peper en zout                                                                                      | Geldermalsen                    | 675                         | -                                      |
| Persmededeelingen van "Bureau Houtman"                                                             | Den Haag                        | 676                         | -                                      |
| Het piegertje                                                                                      | Amsterdam                       | 676A                        | -                                      |
| De pionier: [blad van de jongerengroep van het Comité van Revolutionnaire Marxisten (CRM)]         | Rotterdam                       | 676B                        | -                                      |
| De ploeg; wil opwekken tot bezinning op onze na-oorlogse taak                                      | Groningen-IJsselstreek-Den Haag | 677                         | -                                      |
| De ploeg: orgaan van Democratisch Socialistische Jongeren                                          | Zaandam                         | 678                         | -                                      |
| Podium; literair maandblad                                                                         | Leeuwarden                      | 679                         | -                                      |
| 'Poldorpse post'                                                                                   |                                 | 680                         | -                                      |
| Politiek weekoverzicht                                                                             | Haarlem                         | 681                         | -                                      |
| De politiek-militaire toestand                                                                     |                                 | 682                         | -                                      |
| Politieke brief                                                                                    | Amsterdam                       | 683                         | -                                      |
| De postduif                                                                                        | Roermond                        | 684                         | -                                      |
| De postduif                                                                                        | Zwanenburg                      | 685                         | -                                      |
| Pravda                                                                                             | Haarlem                         | 686                         | Let op: 686 en 687 hebben zelfde titel |
| Pravda                                                                                             | Haarlem                         | 687                         | Let op: 686 en 687 hebben zelfde titel |
| De prins; het maandblad voor de jeugd van Herrijzend Nederland                                     | Kampen                          | 688                         | -                                      |
| Prins Bernhardbode                                                                                 | Kortenhoef                      | 689                         | -                                      |
| Prinses Irene; nieuwsbulletin / de Vereenigde Biltsche illegale pers ; met medew. van "Het Parool" | De Bilt-Bilthoven               | 689A                        | -                                      |
| Pro patria                                                                                         | Ede                             | 690                         | -                                      |
| Pro patria                                                                                         | Amstelveen                      | 691                         | -                                      |
| Pijpje drop                                                                                        |                                 | 692                         | -                                      |

### Q
| Titel                                                     | Plaats van uitgave | Nr in De Winkel (full-text) | Opmerkingen |
| --------------------------------------------------------- | ------------------ | --------------------------- | ----------- |
| Quo usque tandem; vrij blad tot weerlegging van de leugen |                    | 693                         | -           |

### R
| Titel                                                                                | Plaats van uitgave | Nr in De Winkel (full-text) | Opmerkingen                            |
| ------------------------------------------------------------------------------------ | ------------------ | --------------------------- | -------------------------------------- |
| Radio-courant                                                                        | Utrecht?           | 694                         | -                                      |
| Radio-expresse                                                                       | Oegstgeest         | 695                         | -                                      |
| De radiokrant                                                                        | Lunteren           | 696                         | -                                      |
| Radio Londen                                                                         | Amsterdam          | 697                         | -                                      |
| Radio Londen; voor koningin en vaderland, waarheid en recht                          | Wissekerke         | 698                         | -                                      |
| Radio Londen meldt                                                                   |                    | 698A                        | -                                      |
| Radio Moscou                                                                         |                    | 698B                        | -                                      |
| Radionieuws; in samenwerking met Het Parool                                          | Leiden             | 699                         | -                                      |
| Radio-Nieuws                                                                         | Harderwijk?        | 699A                        | -                                      |
| Radio-ochtendbulletin                                                                | Amsterdam          | 700                         | -                                      |
| Radio Oranje; orgaan voor strijdend Nederland: dagelijksche editie                   | Amsterdam          | 701                         | -                                      |
| Radio Oranje                                                                         |                    | 702                         | -                                      |
| Radiopost                                                                            | Amsterdam          | 703                         | -                                      |
| Radio-press                                                                          | Zaandam            | 704                         | -                                      |
| Radiosurrogaat                                                                       | Hengelo (gld)      | 705                         | -                                      |
| Radio-vraagstukken                                                                   |                    | 705A                        | -                                      |
| De ratel                                                                             |                    | 706                         | -                                      |
| De rattelwacht                                                                       | Heerenveen         | 707                         | -                                      |
| Rattenkruid                                                                          | Amsterdam          | 708                         | -                                      |
| De realist                                                                           | Dordrecht          | 709                         | -                                      |
| Recht & vrijheid                                                                     |                    | 709A                        | -                                      |
| Recht und Freiheit                                                                   | Amsterdam          | 709B                        | -                                      |
| Recht door Zee                                                                       | Alkmaar            | 710                         | -                                      |
| Revantire                                                                            | Scheveningen       | 711                         | -                                      |
| Réveil                                                                               | Alphen a/d rijn    | 712                         | -                                      |
| Revolutionaire jeugd                                                                 | Den Haag           | 713                         | -                                      |
| Revolutionaire volks liga                                                            |                    | 714                         | -                                      |
| Richtlijnen voor de M-groep                                                          | Leiden             | 715                         | -                                      |
| Het richtsnoer voor de bevrijing                                                     |                    |                             | Niet in De Winkel beschreven           |
| ROBU                                                                                 | Alkmaar            | 716                         | -                                      |
| De rode october: orgaan van het Comité van Revolutionnaire Marxisten (CRM)           | Rotterdam          | 717                         | -                                      |
| De rode pimpernel                                                                    |                    | 718                         | -                                      |
| Roland                                                                               | Stroobos           | 719                         | -                                      |
| Rondschrijven                                                                        |                    | 720                         | -                                      |
| Rondschrijven van den Commandant der Oranjebrigade                                   | Leeuwarden         | 721                         | -                                      |
| Rood-wit-blauw                                                                       | Amsterdam          | 722                         | Let op: 722 en 723 hebben zelfde titel |
| Rood-wit-blauw                                                                       | Amsterdam          | 723                         | Let op: 722 en 723 hebben zelfde titel |
| De roskam; voor God, koningin en vaderland, voor vrijheid, waarheid en recht         | Hintham            | 724                         | -                                      |
| De Rotterdamsche post; geïllustreerd maandblad voor het bezette Nederlandsche gebied | Rotterdam          | 725                         | -                                      |

### S
| Titel | Plaats van uitgave        | Nr in De Winkel (full-text) | Opmerkingen                  |
| --- | ------------------------- | --------------------------- | ---------------------------- |
| 't Sal waerachtig wel gaen: nieuwsblad uit de Gelderse vallei                                                                                      |                           |                             | Niet in De Winkel beschreven |
| De schakel; "den vaderlant ghetrouwe blijf ick tot in den doot"                                                                                    | Alphen a/d rijn           | 726                         | -                            |
| De schakel | Rotterdam                 | 727                         | -                            |
| De schans; steunpunt tot actief geestelijk verzet                                                                                                  | Amsterdam                 | 728                         | -                            |
| De schildwacht; onafhankelijk Nederlandsch weekblad                                                                                                | Amsterdam                 | 729                         | -                            |
| Scholing en strijd; veertiendaags tijdschrift gewijd aan de vraagstukken van de arbeidersbeweging                                                  | Amsterdam                 | 730                         | -                            |
| Schoonhovensche courant | Schoonhoven               | 731                         | -                            |
| De schuine Piet / Sancho Panza |                           | 731A                        | -                            |
| De schijnwerper | Groningen                 | 732                         | -                            |
| De schijnwerper |                           | 733                         | -                            |
| The secret messenger | Heerde                    | 734                         | -                            |
| Semaphore; internationaal tijdschrift voor letteren en kunst                                                                                       | Dordrecht                 | 735                         | -                            |
| Het signaal / orgaan voor personeel in overheidsdienst                                                                                             |                           | 736                         | -                            |
| Signalementenblad | Amsterdam                 | 737                         | -                            |
| Signalen der vrijheid |                           | 738                         | -                            |
| De sirene | Heusden                   | 739                         | -                            |
| De sirene | Oss                       | 740                         | -                            |
| Slaet op den trommele | Utrecht                   | 741                         | -                            |
| De sneeuwbal | Arnhem                    | 742                         | -                            |
| De sneeuwbalbrief | Rotterdam-Deventer-Arnhem | 743                         | -                            |
| Het snoekje | Tegelen                   | 744                         | -                            |
| 'De snorder' | Haarlem                   | 745                         | -                            |
| Sociaal-democratische uitgave |                           | 746                         | -                            |
| Socialistische brieven |                           | 747                         | -                            |
| Sol justitiae: het Utrechts studentenblad | Utrecht                   | 748                         | -                            |
| Soldatenpost fuer Holland; Nachrichten herausgegeben von Vrij Nederland                                                                            | Haarlem                   | 749                         | -                            |
| Solidariteit!; uitgave samenwerkende vrije ondergrondse groepen en hulporganisatie "De Vonk"                                                       |                           | 750                         | -                            |
| Spartacus; orgaan van het derde front / Marx-Lenin-Luxemburg-Front                                                                                 | Amsterdam                 | 751                         | -                            |
| Spartacus; bulletin van de revolutionnair-socialistische arbeidersbeweging in Nederland / Communistenbond "Spartacus"                              | Amsterdam                 | 752                         | -                            |
| Spartacus; actuele berichten: uitgave van de Communistenbond Spartacus                                                                             | Amsterdam                 | 753                         | -                            |
| Spartacus; maandschrift voor de revolutionnair socialistische arbeidersbeweging / Communistenbond "Spartacus"                                      | Amsterdam                 | 754                         | -                            |
| De spiegel der waerheit | Eindhoven                 | 755                         | -                            |
| Spitfire | Hoorn                     | 756                         | -                            |
| Spot en satire | Rotterdam                 | 757                         | -                            |
| De spotvogel |                           | 758                         | -                            |
| 't Spuigat | Amsterdam                 | 758A                        | -                            |
| Sta pal | Amsterdam                 | 759                         | -                            |
| The stars and stripes |                           | 760                         | -                            |
| De steekvlam | Den Bosch                 | 761                         | -                            |
| Steenbergsche bus-courant | Steenbergen               | 762                         | -                            |
| 't Stekeltje (verzetsblad, Utrecht) | Utrecht                   | 763                         | -                            |
| De stem; voor God, koningin en vaderland | Tilburg-Bergen op Zoom    | 764                         | -                            |
| De stem | Utrecht                   | 765                         | -                            |
| De stem; dagelijks nieuwsblad voor 's-Gravenhage en omstreken                                                                                      | Den Haag                  | 766                         | -                            |
| De stem der vrijheid | Apeldoorn                 | 767                         | -                            |
| De stem van Londen | Zwolle                    | 768                         | -                            |
| De stem van Radio Oranje | Enkhuizen                 | 769                         | -                            |
| De stem van de strijd |                           |                             | Niet in De Winkel beschreven |
| De stem van strijdend Nederland | Enkhuizen                 | 770                         | -                            |
| De stem van strijdend Nederland; dagelijks nieuwsblad voor 's-Gravenhage en omstreken                                                              | Den Haag                  | 771                         | -                            |
| De stem van strijdend Nederland spreekt door ...                                                                                                   |                           | 772                         | -                            |
| De stem van vrij Nederland; voor God, koningin en vaderland                                                                                        | Tilburg-Bergen op zoom    | 773                         | -                            |
| De stem der vrijheid | Amsterdam                 | 773A                        | -                            |
| Stemmen uit Londen | Bussum                    | 774                         | -                            |
| Stentor | Den Haag                  | 775                         | -                            |
| Stentor II | Gouda                     | 776                         | -                            |
| De ster | Hilversum                 | 777                         | -                            |
| De stiennen man; nasionael bled | Hemrik                    | 778                         | -                            |
| De stille waarheid | Breukelen                 | 778A                        | -                            |
| Stormklok |                           | 779                         | -                            |
| 'Stormvogel' | Makkum                    | 780                         | -                            |
| De stormwind |                           | 781                         | -                            |
| De stroomloze | Woerden                   | 782                         | -                            |
| 'Strijd' | Beverwijk                 | 783                         | -                            |
| Strijd!; leven is strijden | Hilversum                 | 784                         | -                            |
| Strijd; gemeenschappelijk nieuwsbulletin van Je maintiendrai, De luistervink, Radio-Press, Trouw, Typhoon, De Waarheid, Het Parool en Zaans nieuws | Zaandam                   | 785                         | -                            |
| De Stille |                           |                             | Niet in De Winkel beschreven |
| Strijd: uitgave van de Socialistische jeugdbeweging                                                                                                | Leiden                    |                             | Niet in De Winkel beschreven |
| De strijd in ons vaderland | Purmerend                 | 786                         | -                            |
| Strijdend Nederland | Elburg                    | 787                         | -                            |
| Strijdend Nederland | Hengelo (ov.)             | 788                         | -                            |
| Strijdend Nederland; het contact met de vrije wereld                                                                                               | Kampen                    | 789                         | -                            |
| Strijdend Nederland; men rekent de uitslag niet, doch telt het doel alleen                                                                         | Leiden                    | 790                         | -                            |
| Strijdend Nederland | Vollenhove (o)            | 791                         | -                            |
| Strijdend Nederland; "er is maar één nieuwe orde, de orde van het verzet"                                                                          |                           | 792                         | -                            |
| De strijder | Alkmaar                   | 793                         | -                            |
| Het strijdtoneel | Zeist                     | 794                         | -                            |
| Stijl; maandschrift der officieuze sociëteit gewijd aan kunst en wetenschap / red.: Peter de Raedt ... et al.                                      | Voorburg                  | 795                         | -                            |
| Stijlbloempjes | Den Haag                  | 796                         | -                            |
| The sunday times | Utrecht                   | 797                         | -                            |
| Sunshine; verschijnt alleen bij goed nieuws | Amsterdam                 | 798                         | -                            |

### T
| Titel                                                                                        | Plaats van uitgave                              | Nr in De Winkel (full-text) | Opmerkingen                            |
| -------------------------------------------------------------------------------------------- | ----------------------------------------------- | --------------------------- | -------------------------------------- |
| Taifoon                                                                                      | Hilversum                                       | 799                         | -                                      |
| Tegenover de leugen                                                                          | Groot-ammers                                    | 799A                        | -                                      |
| Telex                                                                                        | Den Haag                                        | 800                         | Let op: 800 en 801 hebben zelfde titel |
| Telex                                                                                        | Den Haag                                        | 801                         | Let op: 800 en 801 hebben zelfde titel |
| Telex; bulletin                                                                              | Den Haag                                        | 802                         | -                                      |
| Telex                                                                                        | Groot-ammers                                    | 803                         | -                                      |
| Telex                                                                                        | Heiloo                                          | 804                         | -                                      |
| Terreur en willekeur; uitgave der vrije ongecensureerde Nederlandsche pers                   | Gouda                                           | 805                         | -                                      |
| 'This is London calling'                                                                     | Leiden                                          | 806                         | -                                      |
| Those who fight for world's freedom                                                          |                                                 | 807                         | -                                      |
| The Times; nieuwsuitgave van "Vrij Nederland"                                                | Heemstede-Aerdenhout                            | 808                         | -                                      |
| 'Toch'                                                                                       | Amersfoort                                      | 809                         | -                                      |
| Toekomst; weekblad voor strijdend Nederland                                                  | Delft                                           | 810                         | -                                      |
| De toekomst                                                                                  | Den Haag                                        | 811                         | -                                      |
| Toekomst                                                                                     | Leiden                                          | 812                         | -                                      |
| De tondeuse                                                                                  |                                                 | 812A                        | -                                      |
| Transito-nieuws                                                                              | De meern                                        | 812B                        | -                                      |
| De trapper                                                                                   | Dordrecht                                       | 813                         | -                                      |
| De (?) tribunaal                                                                             | Arnhem                                          | 814                         | -                                      |
| De Tribune; orgaan voor de kernen in de bedrijven                                            | Amsterdam                                       | 815                         | -                                      |
| Tribune                                                                                      | Hilversum                                       | 816                         | -                                      |
| Tribune der jeugd; socialistisch orgaan voor jongeren                                        | Amsterdam                                       | 817                         | -                                      |
| Triomfklanken                                                                                | Amstelveen                                      | 818                         | -                                      |
| De trom: officieel orgaan van het Nationaal Jongeren Verbond                                 | Den Haag                                        |                             | Niet in De Winkel beschreven           |
| Trouw                                                                                        | Aalsmeer                                        | 819                         | -                                      |
| Trouw: deez ellenden gaan volenden, en verpletterd wordt het juk                             | Groningen                                       |                             | Niet in De Winkel beschreven           |
| Trouw; voor Alkmaar en omstreken                                                             | Alkmaar-Heerhugowaard                           | 820                         | -                                      |
| Trouw; speciale uitgave voor Amersfoort en omstreken                                         | Amersfoort                                      | 821                         | -                                      |
| Trouw-bulletin; speciale uitgave                                                             | Amsterdam                                       | 822                         | -                                      |
| Trouw; dagelijksche nieuwsuitgave voor Amsterdam en omstreken                                | Amsterdam                                       | 823                         | Let op: zelfde titel als 826           |
| Trouw; speciale uitgave voor Amsterdam en omstreken                                          | Amsterdam                                       | 824                         | -                                      |
| Trouw-nieuws                                                                                 | Amsterdam                                       | 825                         | -                                      |
| Trouw; dagelijksche nieuwsuitgave voor Amsterdam en omstreken                                | Amsterdam                                       | 826                         | Let op: zelfde titel als 823           |
| Trouw; speciale uitgave voor Drenthe                                                         | Assen                                           | 827                         | -                                      |
| Trouw; dagelijksch nieuwsbulletin                                                            | Badhoevedorp                                    | 828                         | -                                      |
| Trouw; Veluwe-editie                                                                         | Barneveld                                       | 829                         | -                                      |
| Trouw; speciale uitgave voor Delft en omstreken                                              | Delft                                           | 830                         | -                                      |
| Trouw; speciale uitgave voor Dordrecht en omstreken                                          | Dordrecht                                       | 831                         | -                                      |
| Trouw; speciale uitgave voor Friesland                                                       | Drachten                                        | 832                         | -                                      |
| Trouw; speciaal Veluwe bulletin                                                              | Elburg                                          | 833                         | -                                      |
| Trouw; Veluwe-uitgave                                                                        | Elburg                                          | 834                         | -                                      |
| Trouw; speciale uitgave voor de Veluwe                                                       | Elburg                                          | 835                         | -                                      |
| Trouw                                                                                        | Enschede                                        | 836                         | -                                      |
| Trouw; speciale uitgave voor Gouda en omstreken                                              | Gouda                                           | 837                         | -                                      |
| Trouw; speciale uitgave voor de Alblasserwaard                                               | Gouda                                           | 838                         | -                                      |
| Trouw; speciale uitgave voor 's-Gravenhage en omstreken                                      | Den Haag                                        | 839                         | -                                      |
| Trouw                                                                                        | Groningen                                       | 840                         | -                                      |
| Trouw; speciale wekelijksche nieuwsuitgave                                                   | Groningen-Uithuizen-Buitenpost-Westpolder-Leens | 841                         | -                                      |
| Trouw-bulletin; uitgave provincie Groningen                                                  | Groningen                                       | 841A                        | -                                      |
| Trouw-bulletin; Oranje Boven!!; dagelijksche mededeelingen voor Haarlem en omgeving          | Haarlem                                         | 842                         | -                                      |
| Trouw; speciale uitgave voor Haarlem en omstreken                                            | Haarlem                                         | 843                         | -                                      |
| Trouw; speciale uitgave voor West-Friesland II                                               | Heerhugowaard                                   | 844                         | -                                      |
| Trouw                                                                                        | Hemrik                                          | 845                         | -                                      |
| Trouw; speciale uitgave voor Overijssel                                                      | Hengelo-Kampen-Zwolle-Almelo-Sibculo            | 846                         | -                                      |
| Trouw: Overijssel en Twente: speciale uitgave voor Twente                                    |                                                 |                             | Niet in De Winkel beschreven           |
| Trouw                                                                                        | Hillegom                                        | 847                         | -                                      |
| Trouw; speciale uitgave voor Oost-Noord-Holland                                              | Hillegom                                        | 848                         | -                                      |
| Trouw; speciale uitgave voor de duinstreek                                                   | Hillegom                                        | 849                         | -                                      |
| Trouw-bulletin; Oranje boven                                                                 | Hilversum                                       | 850                         | -                                      |
| Trouw; speciale uitgave voor het Gooi                                                        | Hilversum                                       | 851                         | -                                      |
| Trouw; speciale Utrechtsche uitgave te Eem en Maarsseveen                                    | Utrecht                                         | 852                         | -                                      |
| Trouw; 'Wat het getij ook doet, houdt goeden moed'. Speciale uitgave voor West-Friesland [I] | Hoorn-Enkhuizen                                 | 853                         | -                                      |
| Trouw                                                                                        | Landsmeer                                       | 854                         | -                                      |
| Trouw                                                                                        | Leeuwarden                                      | 855                         | -                                      |
| Trouw; editie voor Leiden en omstreken                                                       | Leiden                                          | 856                         | -                                      |
| Trouw                                                                                        | Meppel-Amsterdam                                | 857                         | -                                      |
| Trouw; uitgave voor de Wieringermeer                                                         | Middenmeer                                      | 858                         | -                                      |
| Trouw; nieuwsbulletin. Bijlage bij speciale uitgave                                          | Amstelveen                                      | 859                         | -                                      |
| Trouw; speciale uitgave voor de NO-hoek van Zuid-Holland                                     | Nieuwveen                                       | 860                         | -                                      |
| Trouw; speciale uitgave voor Waterland                                                       | Oostzaan-Edam                                   | 861                         | -                                      |
| Trouw; speciale uitgave voor Rotterdam en omstreken                                          | Rotterdam                                       | 862                         | Let op: 862 en 863 hebben zelfde titel |
| Trouw; speciale uitgave voor Rotterdam en omstreken                                          | Rotterdam                                       | 863                         | Let op: 862 en 863 hebben zelfde titel |
| Trouw; speciale uitgave Rechter Maasoever                                                    | Vlaardingen                                     | 864                         | -                                      |
| Trouw-bulletin                                                                               | Rijsoord-Bolnes                                 | 865                         | -                                      |
| Trouw; speciale uitgave voor Noordhollands Noorderkwartier                                   | Schagen                                         | 866                         | -                                      |
| Trouw-bulletin; speciale Friese uitgave                                                      | Sneek                                           | 867                         | -                                      |
| Trouw                                                                                        | Souburg                                         | 868                         | -                                      |
| Trouw                                                                                        | Utrecht                                         | 869                         | -                                      |
| Trouw; speciale Utrechtsche uitgave                                                          | Utrecht                                         | 870                         | -                                      |
| Trouw-flitsen; speciale Utrechtsche uitgave                                                  | Utrecht                                         | 871                         | -                                      |
| Trouw; speciaal bulletin-uitgave voor Veluwerand en Utrecht ten Zuiden                       | Utrecht                                         | 872                         | -                                      |
| Trouw; speciale uitgave voor N.W. Utrecht                                                    | Utrecht                                         | 873                         | -                                      |
| Trouw-bulletin                                                                               | Ijmuiden                                        | 874                         | -                                      |
| Trouw; speciale uitgave voor de Zaanstreek                                                   | Zaandam                                         | 875                         | -                                      |
| Trouw; speciale uitgave voor Midden Noord-Holland                                            | Zaandam                                         | 876                         | -                                      |
| Trouw-bulletin                                                                               | Zuidbroek (gr.)                                 | 877                         | -                                      |
| Trouw; speciale uitgave voor de Zuid-Hollandsche eilanden                                    | Zuidland                                        | 878                         | -                                      |
| Trouw; speciale uitgave voor het eiland IJsselmonde                                          | Zuidland                                        | 879                         | -                                      |
| Trouw; dagelijksch frontoverzicht                                                            |                                                 | 880                         | -                                      |
| Trouw; frontoverzicht                                                                        |                                                 | 881                         | -                                      |
| Trouw; nieuwsbulletin                                                                        |                                                 | 882                         | -                                      |
| Trouw luisterpost                                                                            | Amsterdam                                       | 883                         | -                                      |
| Trouw-mededeelingen                                                                          | Amsterdam                                       | 884                         | -                                      |
| Tijdsproblemen                                                                               | Den Haag                                        | 885                         | -                                      |
| De typhoon                                                                                   | Alphen a/d rijn                                 | 886                         | -                                      |
| De typhoon                                                                                   | Zaandam                                         | 887                         | -                                      |
| De typhoon                                                                                   |                                                 | 888                         | -                                      |

### U
| Titel                                       | Plaats van uitgave           | Nr in De Winkel (full-text) | Opmerkingen                  |
| ------------------------------------------- | ---------------------------- | --------------------------- | ---------------------------- |
| De Uilenspiegel der Utrechtsche studenten   | Utrecht                      | 889                         | -                            |
| Uit Engeland wordt o.a. gemeld:             |                              |                             | Niet in De Winkel beschreven |
| Uit Londen                                  | Amsterdam                    | 890                         | -                            |
| Uit de woestijn                             | Amsterdam-Den Haag-Groningen | 891                         | -                            |
| De uitkijk; weekblad van illegale strijders | Haarlem                      | 892                         | -                            |
| Uw tweede dagblad                           | Amsterdam                    | 893                         | -                            |

### V
| Titel | Plaats van uitgave             | Nr in De Winkel (full-text) | Opmerkingen                              |
| --- | ------------------------------ | --------------------------- | ---------------------------------------- |
| De V 1 | Zaandam                        | 894                         | -                                        |
| De V 3 | Leeuwarden                     | 895                         | -                                        |
| Vaaleebee |                                |                             | Niet in De Winkel beschreven             |
| Vaart: halfmaandelĳks orgaan van de socialistische jongeren | Zaandam                        | 896                         | -                                        |
| Het vaderland; blad voor de Nederlands(ch)e arbeiders in Duitsland | Den Haag                       | 897                         | -                                        |
| Het vaderland getrouwe; strijdblad voor de strijders der Nieuwe Gemeenschap | Den Haag                       | 898                         | -                                        |
| De vaderlander |                                | 899                         | -                                        |
| Den vaderlandt ghetrouwe | Zaandam-Krommenie              | 900                         | -                                        |
| Den vaderlant ghetrouwe | Hilversum                      | 901                         | -                                        |
| Den vaderlant ghetrouwe | Schiedam                       | 901A                        | -                                        |
| Den vaderlant ghetrouwe; op de bres voor herstel en vernieuwing | Voorburg                       | 902                         | -                                        |
| De vakbeweging; orgaan voor vrije moderne vakbeweging in Nederland | Epe-Kampen                     | 903                         | -                                        |
| Val aan | Den Haag                       | 904                         | -                                        |
| Van dag tot dag | Gorssel                        | 905                         | -                                        |
| Van hand tot hand | Laren (n-h)                    | 906                         | -                                        |
| Van den harden grond; een blad van Vrij Nederland voor den Nederlandschen arbeider | Amsterdam                      | 907                         | -                                        |
| 'Van die scole tho Sunte Meerten' | Groningen                      | 908                         | -                                        |
| VERA-brieven | Groningen                      | 909                         | -                                        |
| Verboden Arnhemsche courant | Arnhem                         | 910                         | -                                        |
| Verboden berichten | Eindhoven                      | 911                         | -                                        |
| Veritas | Amersfoort                     | 912                         | -                                        |
| Veritas | Delft                          | 913                         | -                                        |
| De verkenner; lijfblad voor verkenners die trouw bleven!! | Oss                            | 914                         | -                                        |
| Vernieuwing; tijdschrift voor politiek en cultuur | Amersfoort                     | 915                         | -                                        |
| De verrekijker; onafhankelijk periodiek voor Nederland | Dordrecht-Haarlem              | 916                         | -                                        |
| De verslaggever van "ons vrije Nederland" | Sint nicolaasga                | 917                         | -                                        |
| De vertegenwoordigers van alle universiteiten en hogescholen aan de studenten | Groningen                      | 918                         | -                                        |
| Verzamelkrant | Amsterdam                      | 919                         | -                                        |
| Verzet | Eefde                          | 920                         | -                                        |
| Verzet | Groningen                      | 921                         | -                                        |
| Verzet; orgaan voor de nationale bevrijding | Haarlem-Apeldoorn-Nijkerk      | 922                         | -                                        |
| Verzet | Hilversum                      | 923                         | -                                        |
| Verzet en opbouw | Amsterdam                      | 924                         | -                                        |
| Victorie | Ter aar                        | 925                         | -                                        |
| Victorie | Voorst-Voorst-Klarenbeek (Gld) | 926                         | -                                        |
| De Vlietstreek; dagblad voor Voorburg, Leidschendam en Stompwijk | Voorburg-Leidschendam          | 927                         | -                                        |
| Het vloeitje | Apeldoorn                      | 928                         | -                                        |
| De vluchteling in zijn schuilplaats | Varsseveld                     | 929                         | -                                        |
| Het vluchtelingetje | Eerbeek                        | 930                         | -                                        |
| Het vod | Amsterdam                      | 931                         | -                                        |
| V.O.D.; voorlichtingsdienst van 'Je Maintiendrai' | Utrecht-Hilversum              | 932                         | -                                        |
| VOD; voorlichtingsdienst van Je Maintiendrai | Zeist                          | 933                         | -                                        |
| V.O.D.O.C. | Utrecht                        | 934                         | -                                        |
| De volhouder | Vlaardingen                    | 935                         | -                                        |
| De vonk; 'uit de vonk zal de vlam oplaaien' (Poesjkin) | Amsterdam                      | 937                         | -                                        |
| De vonk | Den Haag                       | 938                         | -                                        |
| De vonk | Groningen                      | 938A                        | -                                        |
| De vonk | Haarlem                        | 939                         | -                                        |
| De vonk | Leiden                         | 939A                        | -                                        |
| De vonk | Rotterdam                      | 940                         | -                                        |
| De vonk | Utrecht                        | 941                         | -                                        |
| De vonk; 'uit de vonk zal de vlam oplaaien'(Poesjkin) | Rotterdam                      | 942                         | -                                        |
| De vonk | Brunssum                       | 942A                        | -                                        |
| De vonk; 'uit de vonk zal de vlam oplaaien' (Poesjkin); nieuwsbulletin |                                | 943                         | -                                        |
| De Vonk; 'Hier is de vonk, die de toorts weer ontsteekt' | Den Haag                       | 944                         | -                                        |
| De Vonk; uitgave van het 'Alg. Nederlandsch Comité van Actie' |                                | 944A                        | -                                        |
| Voor God en den koning | Den Haag                       | 945                         | -                                        |
| Voor God en den koning | Utrecht                        | 946                         | -                                        |
| Voor God en koning | Woerden                        | 947                         | -                                        |
| Voor God, koningin en vaderland; voor vrijheid, waarheid en recht | Hintham                        | 948                         | -                                        |
| Voor koningin en vaderland; voor vrijheid, waarheid en recht | Barneveld                      | 949                         | -                                        |
| Voor koningin en vaderland; voor vrijheid, waarheid en recht | Den Haag                       | 950                         | -                                        |
| Voor koningin en vaderland; voor vrijheid, waarheid en recht | Den Bosch                      | 951                         | -                                        |
| Voor de vrijheid | Wanssum                        | 951A                        | -                                        |
| Voor vrijheid en recht | Den Haag                       | 951B                        | -                                        |
| Voor vrijheid en victorie van vorstenhuis en vaderland | Rotterdam                      | 952                         | -                                        |
| Voor vrijheid, waarheid en recht | Heemstede                      | 953                         | -                                        |
| Voor vrijheid-waarheid-recht | Boskoop                        | 954                         | -                                        |
| Voor vrijheid, waarheid en recht |                                | 955                         | -                                        |
| Voor waarheid, vrijheid en recht | Barneveld                      | 956                         | -                                        |
| Voor waarheid, vrijheid en recht | Hindeloopen                    | 957                         | -                                        |
| De voorbode | Den Haag                       | 958                         | -                                        |
| De voorlichter | Leerdam                        | 959                         | -                                        |
| Voorlichtingsdienst "Je Maintiendrai" | Amsterdam                      | 960                         | -                                        |
| De Vossenburcht | Voorburg                       | 961                         | -                                        |
| Vrede-vrijheid | Tilburg                        | 962                         | -                                        |
| Vrij baan | Amsterdam                      | 963                         | -                                        |
| Vrij Goes; mededeling van ... | Goes                           | 964                         | -                                        |
| Vrij Nederland; Nederland-Oranje | Amsterdam                      | 965                         | -                                        |
| Vrij Nederland | Amsterdam                      | 966                         | -                                        |
| VN-Nieuws; speciaal bulletin van Vrij Nederland | Amsterdam                      | 967                         | -                                        |
| Vrij Nederland; speciaal nieuwsbulletin | Amsterdam                      | 968                         | -                                        |
| Vrij Nederland; nieuwsbulletin voor Kennemerland | Beverwijk                      | 969                         | -                                        |
| Vrij Nederland | Bergum-Koudum-Leeuwarden       | 970                         | -                                        |
| Vrij Nederland; streekuitgave voor Alblasserwaard en Vijfheerenlanden | Gorinchem                      | 971                         | -                                        |
| Vrij Nederland | Gouda                          | 972                         | -                                        |
| Vrij Nederland; Nederlandsche editie | Den Haag                       | 973                         | -                                        |
| Vrij Nederland; uitgave voor Zuid-Holland | Den Haag                       | 974                         | -                                        |
| Vrij Nederland | Groningen                      | 975                         | -                                        |
| Vrij Nederland | Den helder                     | 976                         | -                                        |
| Vrij Nederland; nieuw bulletin voor West-Friesland | Hoorn                          | 977                         | -                                        |
| Vrij Nederland; uitgave in het moederland | Laren-Blaricum-Eemnes          | 978                         | -                                        |
| Vrij-Nederland bulletin | Naarden-Bussum                 | 979                         | -                                        |
| Vrij Nederland; Gooi-editie | Naarden-Bussum                 | 980                         | -                                        |
| Vrij Nederland; nieuwsbulletin voor Noord Noord-Holland | Purmerend                      | 981                         | -                                        |
| Vrij Nederland; nieuwsbulletin voor Midden Noord-Holland | Purmerend                      | 982                         | -                                        |
| Vrij Nederland | Rotterdam                      | 983                         | -                                        |
| Vrij Nederland; orgaan ten behoeve van de zuiver Nederlandsche gedachte; van vreemde smetten vrij                                                                                              | Rotterdam                      | 984                         | -                                        |
| Vrij Nederland; nieuwsbulletin | Spanbroek-Zuidermeer           | 985                         | -                                        |
| Vrij Nederland; editie voor Utrecht, West-Veluwe, Betuwe en Rijnland | Utrecht                        | 986                         | -                                        |
| Vrij Nederland | Zwolle                         | 987                         | -                                        |
| Vrij Nederland, eenmalig plaatselijk bevrijdingsnummer uit Dordrecht | Dordrecht                      |                             | Niet in De Winkel beschreven             |
| Vrij Nederland, eenmalig plaatselijk bevrijdingsnummer uit Alphen aan den Rijn | Alphen aan den Rijn            |                             | Niet in De Winkel beschreven             |
| Vrij Nederland | Meppel                         |                             | Niet in De Winkel beschreven             |
| Vrij onverveerd | Amsterdam                      | 987A                        | -                                        |
| Vrij onverveerd | Apeldoorn                      | 987B                        | -                                        |
| Vrij en onverveerd | Overveen                       | 988                         | -                                        |
| Vrij vaderland |                                | 989                         | -                                        |
| Vrij Wassenaar - 'Klaag niet, maar zing een Geuzenlied' | Wassenaar                      | 989A                        | -                                        |
| Vrijbuiter | Giessendam                     | 990                         | -                                        |
| De vrijbuiter | Maarn                          | 991                         | -                                        |
| De vrijbuiter | Nieuw-vennep                   | 992                         | -                                        |
| Vrijbuiter | Amstelveen                     | 993                         | -                                        |
| Vrijbuiter | Overveen                       | 994                         | -                                        |
| Vrijbuiter | Purmerend                      | 995                         | -                                        |
| De vrijbuiter | Rotterdam                      | 996                         | -                                        |
| De vrijbuiter |                                | 996A                        | -                                        |
| De vrijbuiter; uitgave van het G.O.N. |                                | 996B                        | -                                        |
| 'De Vrijbuiters' | Almelo                         | 997                         | -                                        |
| De vrije Alkmaarder; uitgave van Het Parool, Vrij Nederland en ROBU | Alkmaar                        | 998                         | -                                        |
| De vrije Amersfoorter; voortzetting van bet Oranje-bulletin; verschijnend door de samenwerking van Het Baken, Je Maintiendrai, Het Parool, Trouw, Vrij Nederland, De Waarheid en Weekoverzicht | Amersfoort                     | 999                         | -                                        |
| De vrije bazuin | Nieuwheten                     | 1000                        | -                                        |
| De vrĳe Bussumer | Bussum                         | 1001                        | -                                        |
| De vrĳe cronyck: onafhankelĳk dagblad | Noordwijk                      | 1002                        | -                                        |
| De vrije duiker; 'Klaer veur onder water ... ' (Joost van den Vondel) | Amsterdam                      | 1002A                       | -                                        |
| De vrije gedachte | Gouda                          | 1003                        | -                                        |
| Vrije gedachten | Amsterdam                      | 1004                        | -                                        |
| Vrije gedachten; sociaal-democratisch orgaan voor Rotterdam en omstreken | Rotterdam                      | 1005                        | -                                        |
| Het vrije geluid; - al is de leugen nog zo snel, de waarheid achterhaalt haar wel... - | Den Haag                       | 1006                        | -                                        |
| Het vrije geluid; "voorwaarts Vaderland, riemen om de kin, met God door bloed en tranen een schoner toekomst in"                                                                               | Zoetermeer                     | 1007                        | -                                        |
| De vrije Gooi- en Eemlander | Hilversum                      | 1008                        | -                                        |
| De vrĳe Harlinger | Harlingen                      | 1009                        | -                                        |
| Vrije jacht; orgaan voor voortrekkers, leiders en oud-padvinders | Amsterdam                      | 1010                        | -                                        |
| De vrije jeugd; uitgave van het Jeugdcomité | Amersfoort                     | 1011                        | -                                        |
| De Vrĳe journalist | Hengelo                        | 1012                        | -                                        |
| De vrije katheder; bulletin ter verdediging van de Universiteiten | Amsterdam                      | 1013                        | -                                        |
| De vrije katheder; nieuwsbulletin | Amsterdam                      | 1014                        | -                                        |
| De vrije katheder | Den Haag                       | 1015                        | -                                        |
| De vrije Kennemer; bijlage bij De Vonk | Haarlem                        | 1015A                       | -                                        |
| De vrije klaroen | Dinxperlo                      | 1016                        | -                                        |
| De vrije koerier; weekblad voor strijdend Nederland | Dinxperlo                      | 1017                        | -                                        |
| De vrije krant | Heiloo                         | 1018                        | -                                        |
| De vrije kunstenaar, waarin opgenomen de Brandarisbrief | Amsterdam                      | 1019                        | -                                        |
| De vrije Nederlander | Den Haag                       | 1020                        | -                                        |
| Vrije nieuws centrale | Schoorl                        | 1021                        | -                                        |
| De vrije nieuws centrale | Utrecht                        | 1022                        | -                                        |
| (De?) Vrije Pers | Alblasserdam                   | 1023                        | -                                        |
| De vrije pers | Alkmaar                        | 1024                        | -                                        |
| De vrije pers; orgaan ter voorlichting van het Nederlandsche volk | Amsterdam-Velsen               | 1025                        | -                                        |
| De vrije pers | Deurne                         | 1026                        | -                                        |
| De vrije pers | Dordrecht                      | 1027                        | -                                        |
| De vrije pers; voor Gouda en omstreken | Gouda                          | 1028                        | -                                        |
| De vrije pers; uitgave onder auspiciën van Vrij Nederland en Het Parool | Haarlem                        | 1029                        | -                                        |
| De vrije pers; algemene documentatie | Haarlem                        | 1030                        | -                                        |
| Vrije pers; voor Leiden en omstreken | Leiden                         | 1031                        | -                                        |
| De vrije pers; orgaan van de 'verzetsgroep Meppel' | Meppel                         | 1032                        | -                                        |
| De vrije pers | Rotterdam                      | 1033                        | -                                        |
| De vrije pers | IJsselmonde                    | 1033A                       | -                                        |
| De vrije pers | Zoetermeer                     | 1034                        | -                                        |
| De vrije pers; bulletin van de samenwerkende organen De Frontloupe, Het Parool, Trouw, Vrij Nederland en De Waarheid                                                                           | Amsterdam                      | 1035                        | -                                        |
| De vrije Schager | Schagen                        | 1036                        | -                                        |
| De vrije Scheldestroom |                                | 1036A                       | -                                        |
| De vrije standaard; onafhankelijke Nederlandsche courant |                                | 1037                        | -                                        |
| De vrije stem | Amsterdam                      | 1038                        | -                                        |
| De vrije stem | Apeldoorn                      | 1039                        | -                                        |
| De vrije stem | Medemblik                      | 1040                        | -                                        |
| De vrije stem | Oosterhout                     | 1041                        | -                                        |
| De vrije stem | Raalte                         | 1042                        | -                                        |
| Vrije stemmen | Leiden                         | 1043                        | -                                        |
| Vrije stemmen; voor koningin en vaderland | Schiedam                       | 1044                        | -                                        |
| Vrije stemmen uit de Ganzestad | Goes                           | 1045                        | -                                        |
| Vrije stemmen uit Schouwen en Duiveland | Zierikzee                      | 1046                        | -                                        |
| Het vrije volk; sociaal-democratisch orgaan | Enschede                       | 1047                        | -                                        |
| Het vrije volk | Heerlen                        | 1048                        | -                                        |
| Het vrije volk; sociaal-democratisch orgaan | Hengelo (ov.)                  | 1049                        | -                                        |
| De vrije wereld; wekelijksche uitgave van De PATRIOT | Nieuw-vennep                   | 1049A                       | -                                        |
| Het vrije woord | Vlaardingen                    | 1050                        | -                                        |
| Het vrije woord | Heiloo                         | 1051                        | -                                        |
| 'De Vrijheid'; bulletin voor Amsterdam en omgeving | Amsterdam                      | 1052                        | -                                        |
| De vrijheid; giet trots en fierheid in het hart van wie Uw stemme hoort! | Amsterdam                      | 1052A                       | -                                        |
| Vrijheid | Den Haag                       | 1053                        | Let op: 1053 en 1054 hebben zelfde titel |
| Vrijheid | Den Haag                       | 1054                        | Let op: 1053 en 1054 hebben zelfde titel |
| De vrijheid; voor koningin en vaderland | Den Haag                       | 1055                        | -                                        |
| Vrijheid | Heerenveen                     | 1056                        | -                                        |
| De vrijheid | Leiden                         | 1057                        | -                                        |
| Vrijheid |                                | 1058                        | -                                        |
| Vrijheid |                                | 1059                        | -                                        |
| De vrijheid; voor humaniteit en waarheid |                                | 1060                        | -                                        |
| Vrijheid |                                | 1061                        | -                                        |
| De Vrijheid: periodiek voor Zeeland | Middelburg                     |                             | Niet in De Winkel beschreven             |
| De vrijheid daagt |                                | 1062                        | -                                        |
| Vrijheid en recht |                                | 1063                        | -                                        |
| De vrijheidsdrang | Amsterdam                      | 1063A                       | -                                        |
| De vrijheidsstem | Wijdenes                       | 1064                        | -                                        |
| De vrijheidsvaan | Utrecht                        | 1065                        | -                                        |
| De vuurploeg | Amsterdam                      | 1066                        | -                                        |
| De vuurpijl; het weekblad voor werkend Nederland | Rotterdam                      | 1067                        | -                                        |
| De vuurtoren | Voorburg                       | 1068                        | -                                        |
| De vijfde colonne | Rotterdam                      | 1069                        | -                                        |

### W
| Titel | Plaats van uitgave   | Nr in De Winkel (full-text) | Opmerkingen                              |
| --- | -------------------- | --------------------------- | ---------------------------------------- |
| Waakt | Vlaardingen          | 1070                        | -                                        |
| De waarheid | Amsterdam            | 1071                        | Let op: 1071 en 1072 hebben zelfde titel |
| De waarheid | Amsterdam            | 1072                        | Let op: 1071 en 1072 hebben zelfde titel |
| De waarheid | Arnhem-Veenendaal    | 1073                        | -                                        |
| De waarheid; editie voor de mijnstreek | Brunssum             | 1074                        | -                                        |
| De waarheid | Bussum               | 1075                        | -                                        |
| De waarheid | Eindhoven            | 1076                        | -                                        |
| De waarheid (weekblad) | Den Haag             | 1077                        | -                                        |
| De waarheid (dagblad) | Den Haag             | 1077A                       | -                                        |
| De waarheid | Groningen-Leeuwarden | 1078                        | -                                        |
| De waarheid | Rotterdam            | 1079                        | -                                        |
| De waarheid; 'al is de leugen nog zo snel, de waarbeid achterhaalt haar wel...'                                                                | Zoetermeer           | 1080                        | -                                        |
| De waarheid | Sommelsdijk          | 1081                        | -                                        |
| De waarheid | Utrecht              | 1082                        | -                                        |
| De waarheid | Zaandam              | 1083                        | -                                        |
| De waarheid | Zutphen              | 1084                        | -                                        |
| De waarheid; orgaan van de Nederlandse vrijheidsstrijders                                                                                      |                      | 1085                        | -                                        |
| De waarheid | Hoorn                | 1086                        | -                                        |
| De waarnemer | Apeldoorn            | 1087                        | -                                        |
| De wacht | Rotterdam            | 1088                        | -                                        |
| De wachter | Oudega               | 1089                        | -                                        |
| War-Dy |                      | 1090                        | -                                        |
| Het Ware nieuws; voor waarheid en recht | Hattem               | 1091                        | -                                        |
| Het ware nieuws | Utrecht              | 1092                        | -                                        |
| Wat nu? | Amsterdam            | 1093                        | -                                        |
| Weekblad "Nederland" | Almelo               | 1093A                       | -                                        |
| Weekoverzicht; zeven dagen politiek en militair wereldgebeuren                                                                                 | Amersfoort           | 1094                        | -                                        |
| Weekoverzicht | Haarlem              | 1095                        | -                                        |
| Weest op uw hoede... | Amsterdam            | 1096                        | -                                        |
| Weest paraat |                      | 1097                        | -                                        |
| Weest waecksaem | Amsterdam            | 1098                        | -                                        |
| Weet u dat: | Helmond              | 1099                        | -                                        |
| 'De wegwijzer' | Utrecht              | 1100                        | -                                        |
| De wegwijzer; de strijd gaat verder |                      | 1101                        | -                                        |
| Wekelijkse kroniek van Libertas; in samenwerking met "De koerier" en "Voor koningin en vaderland"                                              | Den Haag             | 1102                        | -                                        |
| De wekker | Arnhem               | 1103                        | -                                        |
| De wekker | Eindhoven            | 1104                        | -                                        |
| Het wekkersein: propagandablad voor de Eenheidsvakbewegingsgedachte onder het spoorwegpersoneel                                                |                      |                             | Niet in De Winkel beschreven             |
| Were di |                      | 1105                        | -                                        |
| Wereld-nieuws | Amsterdam            | 1106                        | -                                        |
| Wereldnieuws | Haarlem              | 1107                        | -                                        |
| Wereldnieuws uit geallieerde bron; "waarheid"                                                                                                  |                      | 1108                        | -                                        |
| Werkend Nederland; propaganda-orgaan voor de Eenheidsvakcentrale (EVC)                                                                         | Amsterdam            | 1109                        | -                                        |
| Werkend Nederland; propaganda-orgaan voor de Eenheidsvakbeweging                                                                               | Enschede of Zwolle   | 1110                        | -                                        |
| Werkend Nederland; propaganda-orgaan voor de Eenheidsvakbeweging                                                                               | Zaandam              | 1111                        | -                                        |
| Werkend Nederland; discussie-orgaan voor de Eenheidsvakbeweging                                                                                |                      | 1112                        | -                                        |
| De werker | Arnhem               | 1113                        | -                                        |
| Wien Neerlandsch bloed: orgaan in dienst van de nationale en geestelijke wederopbouw van het Nederlandsche volk, uitgegeven in bezet Nederland |                      |                             | Niet in De Winkel beschreven             |
| Wij vrouwen / uitgave red. "Wij Vrouwen" |                      |                             | Niet in De Winkel beschreven             |
| Wij worden wakker! |                      |                             | Niet in De Winkel beschreven             |
| Wist u ... |                      | 1114                        | -                                        |
| Wording: maandblad van de Vrijzinnig Lutherse Jongerenkring te Groningen                                                                       | Groningen            |                             | Niet in De Winkel beschreven             |

### Y
| Titel                            | Plaats van uitgave | Nr in De Winkel (full-text) | Opmerkingen |
| -------------------------------- | ------------------ | --------------------------- | ----------- |
| Yn Nederlânsk forbân for Fryslân |                    | 1115                        | -           |

### Z
| Titel                                         | Plaats van uitgave | Nr in De Winkel (full-text) | Opmerkingen                  |
| --------------------------------------------- | ------------------ | --------------------------- | ---------------------------- |
| Zaans groen                                   | Zaandijk           | 1116                        | -                            |
| Zaans nieuws                                  | Zaandam            | 1117                        | -                            |
| Het zaterdagavondblad                         | Voorburg           | 1118                        | -                            |
| De zender                                     | Den Bosch          | 1119                        | -                            |
| De Zeeuwsche koerier: berichten van de B.B.C. |                    |                             | Niet in De Winkel beschreven |
| Het Zondagsblad; "van de vrije pen"           | Amsterdam          | 1120                        | -                            |
| De Zuiderzeebode                              | Hoorn              | 1121                        | -                            |
| Zuiveringszout                                | Amsterdam          | 1122                        | -                            |
| De Zutphense Courant                          | Zutphen            | 1123                        | -                            |
| De zwarte omroep; sub tuum praesidium         | Oosterbeek         | 1124                        | -                            |
| Het Zwarte oor                                |                    |                             | Niet in De Winkel beschreven |
| De zweepslag                                  | Hilversum          | 1125                        | -                            |
| De zwerver                                    | Oudesluis-Breezand | 1126                        | -                            |
| De zwijger                                    | Venray             | 1127                        | -                            |
| De zwijger                                    | Weesp              | 1128                        | -                            |
| Z 66                                          | Breda              | 1129                        | -                            |
| Zij van den omroep!                           | Hilversum          | 1129A                       | -                            |

### Zonder titel
| Titel                                      | Plaats van uitgave  | Nr in De Winkel (full-text) | Opmerkingen                                    |
| ------------------------------------------ | ------------------- | --------------------------- | ---------------------------------------------- |
| ?????                                      | Amstelveen          | 1130                        | -                                              |
| ?????                                      | Leeuwarden          | 1131                        | -                                              |
| Ongetiteld verzetsblad                     | Aerdenhout          | 1132                        | -                                              |
| Ongetiteld verzetsblad                     | Amsterdam           | 1133                        | Let op: 1133 t/m 1136 hebben zelfde titel      |
| Ongetiteld verzetsblad                     | Amsterdam           | 1134                        | Let op: 1133 t/m 1136 hebben zelfde titel      |
| Ongetiteld verzetsblad                     | Amsterdam           | 1135                        | Let op: 1133 t/m 1136 hebben zelfde titel      |
| Ongetiteld verzetsblad                     | Amsterdam           | 1135A                       | Let op: 1133 t/m 1136 hebben zelfde titel      |
| Ongetiteld verzetsblad                     | Amsterdam           | 1136                        | Let op: 1133 t/m 1136 hebben zelfde titel      |
| Ongetiteld verzetsblad                     | Arnhem              | 1137                        | Let op: 1137 en 1138 hebben zelfde titel       |
| Ongetiteld verzetsblad                     | Arnhem              | 1138                        | Let op: 1137 en 1138 hebben zelfde titel       |
| Ongetiteld verzetsblad                     | Barchem             | 1139                        | -                                              |
| Ongetiteld verzetsblad                     | Breukeleveen        | 1139A                       | -                                              |
| Ongetiteld verzetsblad                     | Bussum              | 1140                        | -                                              |
| Ongetiteld verzetsblad                     | Dordrecht           | 1141                        | -                                              |
| Ongetiteld verzetsblad                     | Eerbeek             | 1142                        | -                                              |
| Ongetiteld verzetsblad                     | Eindhoven           | 1143                        | -                                              |
| Ongetiteld verzetsblad                     | Enkhuizen           | 1144                        | -                                              |
| Ongetiteld verzetsblad                     | Enschede            | 1145                        | -                                              |
| Ongetiteld verzetsblad                     | Goes                | 1146                        | -                                              |
| Ongetiteld verzetsblad                     | Gorssel             | 1147                        | -                                              |
| Ongetiteld verzetsblad                     | Den Haag            | 1148                        | Let op: 1148, 1149 en 1150 hebben zelfde titel |
| Ongetiteld verzetsblad                     | Den Haag            | 1149                        | Let op: 1148, 1149 en 1150 hebben zelfde titel |
| Ongetiteld verzetsblad                     | Den Haag            | 1150                        | Let op: 1148, 1149 en 1150 hebben zelfde titel |
| Ongetiteld verzetsblad                     | Groningen           | 1151                        | -                                              |
| Ongetiteld verzetsblad                     | Haarlem             | 1152                        | Let op: 1152 en 1153 hebben zelfde titel       |
| Ongetiteld verzetsblad                     | Haarlem             | 1153                        | Let op: 1152 en 1153 hebben zelfde titel       |
| Ongetiteld verzetsblad                     | Hengelo             | 1154                        | -                                              |
| Ongetiteld verzetsblad                     | Hilversum           | 1155                        | -                                              |
| Ongetiteld verzetsblad                     | Hollandsche Rading  | 1156                        | -                                              |
| Ongetiteld verzetsblad                     | Lage Vuursche       | 1157                        | -                                              |
| Ongetiteld verzetsblad                     | Loenen aan de Vecht | 1158                        | -                                              |
| Ongetiteld verzetsblad                     | Middelburg          | 1159                        | -                                              |
| Ongetiteld verzetsblad                     | Nieuwlande          | 1160                        | -                                              |
| Ongetiteld verzetsblad                     | Nijmegen            | 1161                        | -                                              |
| Ongetiteld verzetsblad                     | Rotterdam           | 1162                        | Let op: 1162, 1163 en 1164 hebben zelfde titel |
| Ongetiteld verzetsblad                     | Rotterdam           | 1163                        | Let op: 1162, 1163 en 1164 hebben zelfde titel |
| Ongetiteld verzetsblad                     | Rotterdam           | 1164                        | Let op: 1162, 1163 en 1164 hebben zelfde titel |
| Ongetiteld verzetsblad                     | Schermerhorn        | 1165                        | -                                              |
| Ongetiteld verzetsblad                     | Schiedam            | 1166                        | -                                              |
| Ongetiteld verzetsblad                     | Soest               | 1167                        | -                                              |
| Ongetiteld verzetsblad                     | Stompetoren         | 1168                        | -                                              |
| Ongetiteld verzetsblad                     | Utrecht             | 1169                        | Let op: 1169 en 1169a hebben zelfde titel      |
| Ongetiteld verzetsblad                     | Utrecht             | 1169A                       | Let op: 1169 en 1169a hebben zelfde titel      |
| Ongetiteld verzetsblad                     | Velp                | 1170                        | -                                              |
| Ongetiteld verzetsblad                     | Wageningen          | 1171                        | Let op: 1171 en 1172 hebben zelfde titel       |
| Ongetiteld verzetsblad                     | Wageningen          | 1172                        | Let op: 1171 en 1172 hebben zelfde titel       |
| Ongetiteld verzetsblad                     | Middenmeer          | 1173                        | -                                              |
| Ongetiteld verzetsblad                     | Woerden             | 1174                        | -                                              |
| Ongetiteld verzetsblad                     | Zaandam             | 1175                        | -                                              |
| Ongetiteld verzetsblad, J. Roemeling Frima | nb                  | 1176                        | -                                              |
| Ongetiteld verzetsblad                     |                     |                             | Niet in de Winkel beschreven                   |
| Ongetiteld verzetsblad                     |                     |                             | Niet in de Winkel beschreven                   |
| Ongetiteld verzetsblad                     |                     |                             | Niet in de Winkel beschreven                   |
| Ongetiteld verzetsblad                     |                     |                             | Niet in de Winkel beschreven                   |
| Ongetiteld verzetsblad                     |                     |                             | Niet in de Winkel beschreven                   |
| Ongetiteld verzetsblad                     |                     |                             | Niet in de Winkel beschreven                   |
| Ongetiteld verzetsblad                     |                     |                             | Niet in De Winkel beschreven                   |
| Ongetiteld verzetsblad                     |                     |                             | Niet in De Winkel beschreven                   |
| Ongetiteld verzetsblad                     |                     |                             | Niet in De Winkel beschreven                   |
| Ongetiteld verzetsblad                     |                     |                             | Niet in De Winkel beschreven                   |
| Ongetiteld verzetsblad                     |                     |                             | Niet in De Winkel beschreven                   |
| Ongetiteld verzetsblad                     |                     |                             | Niet in De Winkel beschreven                   |
| Ongetiteld verzetsblad                     |                     |                             | Niet in De Winkel beschreven                   |